# Eishockey-Weltmeisterschaft der Herren 2024
Die Eishockey-Weltmeisterschaft der Herren 2024 war die 87. Austragung des von der Internationalen Eishockey-Föderation IIHF veranstalteten Wettbewerbs. Das Turnier der Top-Division fand vom 10. bis 26. Mai 2024 in Prag und Ostrava in Tschechien statt. Neben dem Turnier der Top-Division wurden Turniere der Divisionen I bis IV ausgetragen. Die zwei Turniere der Division I fanden in Italien und Litauen statt. Insgesamt waren 56 Mannschaften für die acht Turniere gemeldet.
Das Turnier wurde beim jährlichen Kongress der Internationalen Eishockey-Föderation während der Weltmeisterschaft 2019 in der Slowakei vergeben, nachdem sich der russische, der schwedische und der tschechische Verband auf eine Aufteilung der WM-Turniere 2023 bis 2025 geeinigt hatten. Tschechien war zuletzt im Jahr 2015 Gastgeber einer Weltmeisterschaft.

## Teilnehmer, Austragungsorte und -zeiträume
- Top-Division: 10. bis 26. Mai 2024 in Prag und Ostrava, Tschechien
Teilnehmer:  Dänemark,  Deutschland,  Finnland,  Frankreich,  Großbritannien (Aufsteiger),  Kanada (Titelverteidiger),  Kasachstan,  Lettland,  Norwegen,  Österreich,  Polen (Aufsteiger),  Schweden,  Schweiz,  Slowakei,  Tschechien (Gastgeber),  USA

- Division I
  - Gruppe A: 28. April bis 4. Mai 2024 in Bozen, Italien
Teilnehmer:  Italien,  Japan (Aufsteiger),  Rumänien,  Slowenien (Absteiger),  Südkorea,  Ungarn (Absteiger)
  - Gruppe B: 27. April bis 3. Mai 2024 in Vilnius, Litauen
Teilnehmer:  Volksrepublik China,  Estland,  Litauen (Absteiger),  Niederlande,  Spanien (Aufsteiger),  Ukraine

- Division II
  - Gruppe A: 21. bis 27. April 2024 in Belgrad, Serbien
Teilnehmer:  Australien,  Island,  Israel,  Kroatien,  Serbien (Absteiger),  Vereinigte Arabische Emirate (Aufsteiger)
  - Gruppe B: 22. bis 28. April 2024 in Sofia, Bulgarien
Teilnehmer:  Belgien,  Bulgarien,  Republik China (Taiwan) (Aufsteiger),  Georgien (Absteiger),  Neuseeland,  Türkei

- Division III
  - Gruppe A: 10. bis 16. März 2024 in Bischkek, Kirgisistan
Teilnehmer:  Kirgisistan (Aufsteiger),  Luxemburg,  Mexiko (Absteiger),  Südafrika,  Thailand,  Turkmenistan
  - Gruppe B: 23. bis 29. Februar 2024 in Sarajevo, Bosnien und Herzegowina
Teilnehmer:  Bosnien und Herzegowina,  Hongkong,  Iran,  Nordkorea (Absteiger),  Philippinen (Aufsteiger),  Singapur

- Division IV: 16. bis 19. April 2024 in Kuwait-Stadt, Kuwait
Teilnehmer:  Indonesien,  Kuwait,  Malaysia (Absteiger),  Mongolei

## Top-Division
Die 87. Eishockey-Weltmeisterschaft der Herren fand vom 10. bis 26. Mai 2024 in den tschechischen Städten Prag und Ostrava statt.

### Teilnehmer
Russland und Belarus waren angesichts des Einmarsches in die Ukraine weiterhin von der Teilnahme ausgeschlossen. Die beiden Absteiger Slowenien und Ungarn wurden durch die Aufsteiger aus der Division IA, Großbritannien und Polen, ersetzt.
| 1 aus Asien       | Kasachstan                  | Kasachstan                | Kasachstan | Kasachstan |
| 13 aus Europa     | Dänemark                    | Deutschland               | Finnland   | Frankreich |
| 13 aus Europa     | Großbritannien (Aufsteiger) | Lettland                  | Norwegen   | Österreich |
| 13 aus Europa     | Polen (Aufsteiger)          | Schweden                  | Schweiz    | Slowakei   |
| 13 aus Europa     | Tschechien (Gastgeber)      |                           |            |            |
| 2 aus Nordamerika | Kanada (Titelverteidiger)   | Kanada (Titelverteidiger) | USA        | USA        |

Gruppeneinteilung
Die Gruppeneinteilung wurde nach Abschluss der Weltmeisterschaft 2023 festgelegt. Als Basis diente die IIHF-Weltrangliste des Jahres 2023.
| Gruppe A (Prag)                                              | Gruppe B (Ostrava) |
| Kanada (1)                                                   | USA (4)            |
| Finnland (2)                                                 | Deutschland (5)    |
| Schweiz (7)                                                  | Schweden (6)       |
| Tschechien (8)                                               | Slowakei (9)       |
| Dänemark (11)                                                | Lettland (10)      |
| Norwegen (12)                                                | Frankreich (13)    |
| Österreich (16)                                              | Kasachstan (15)    |
| Großbritannien (20)                                          | Polen (22)         |
| In Klammern ist der jeweilige Weltranglistenplatz angegeben. |                    |

### Austragungsorte
Als Austragungsorte dienten die 17.383 Zuschauer fassende Prag Arena in der tschechischen Hauptstadt Prag und die Ostravar Aréna in Ostrava mit 10.004 Plätzen.
| Ort     | Stadion        | Kapazität | Fotografie des Stadions |
| ------- | -------------- | --------- | ----------------------- |
| Prag    | Prag Arena     | 17.383    | Prag Arena              |
| Ostrava | Ostravar Aréna | 10.004    | Ostravar Aréna          |

### Vorrunde
Die Vorrunde der Weltmeisterschaft begann am 10. Mai und endete elf Tage später am 21. Mai.

#### Gruppe A
| 10. Mai 2024 16:20 Uhr (Ortszeit) | Schweiz S. Andrighetto (11:04) R. Loeffel (24:12) S. Senteler (28:09) T. Scherwey (33:30) N. Niederreiter (51:56) | 5:2 (1:1, 3:0, 1:1) Spielbericht | Norwegen M. Vikingstad (14:53) M. Brandsegg-Nygård (58:56) | Prag Arena, Prag Zuschauer: 16.617 |

| 10. Mai 2024 20:20 Uhr | Tschechien O. Kaše (PS) | 1:0 n. P. (0:0, 0:0, 0:0, 0:0, 1:0) Spielbericht | Finnland | Prag Arena, Prag Zuschauer: 17.413 |

| 11. Mai 2024 12:20 Uhr | Großbritannien L. Kirk (7:47) B. O’Connor (48:49) | 2:4 (1:1, 0:3, 1:0) Spielbericht | Kanada M. Bunting (8:17) B. Hagel (25:45) C. Bedard (31:39) C. Bedard (35:29) | Prag Arena, Prag Zuschauer: 16.935 |

| 11. Mai 2024 16:20 Uhr | Österreich M. Ganahl (19:35) | 1:5 (1:2, 0:1, 0:2) Spielbericht | Dänemark M. Lauridsen (13:19) F. Storm (16:11) J. Blichfeld (38:54) F. Maegaard Scheel (53:44) J. Blichfeld (58:57) | Prag Arena, Prag Zuschauer: 15.719 |

| 11. Mai 2024 20:20 Uhr | Norwegen S. Solberg (6:37) N. Steen (12:10) E. Salsten (16:32) | 3:6 (3:2, 0:1, 0:3) Spielbericht | Tschechien R. Červenka (6:06) R. Červenka (17:12) O. Beránek (35:54) M. Stránský (45:19) L. Hájek (56:59) O. Palát (59:06) | Prag Arena, Prag Zuschauer: 17.413 |

| 12. Mai 2024 12:20 Uhr | Finnland O. Kapanen (16:14) J. Puljujärvi (21:15) J. Innala (24:52) J. Riikola (32:49) O. Kapanen (36:01) O. Määttä (38:45) M. Lehtonen (46:39) O. Kapanen (52:57) | 8:0 (1:0, 5:0, 2:0) Spielbericht | Großbritannien | Prag Arena, Prag Zuschauer: 15.433 |

| 12. Mai 2024 16:20 Uhr | Dänemark C. Wejse (26:15) | 1:5 (0:2, 1:0, 0:3) Spielbericht | Kanada C. Bedard (2:24) D. Cozens (15:25) C. Bedard (41:52) D. Mercer (58:00) P.-L. Dubois (59:39) | Prag Arena, Prag Zuschauer: 16.015 |

| 12. Mai 2024 20:20 Uhr | Österreich C. Unterweger (4:15) P. Huber (14:33) L. Haudum (21:48) L. Haudum (34:45) B. Baumgartner (52:17) | 5:6 (2:1, 2:3, 1:2) Spielbericht | Schweiz R. Josi (15:48) N. Hischier (22:26) R. Josi (29:30) K. Jäger (29:43) N. Hischier (40:43) N. Hischier (59:09) | Prag Arena, Prag Zuschauer: 13.512 |

| 13. Mai 2024 16:20 Uhr | Norwegen M. Krogdahl (38:47) | 1:4 (0:2, 1:2, 0:0) Spielbericht | Finnland O. Kapanen (6:49) A. Hyry (17:56) A. Hyry (20:27) O. Kapanen (30:59) | Prag Arena, Prag Zuschauer: 16.127 |

| 13. Mai 2024 20:20 Uhr | Schweiz K. Fiala (13:36) P. Kurashev (PS) | 2:1 n. P. (1:0, 0:1, 0:0, 0:0, 1:0) Spielbericht | Tschechien M. Stránský (35:57) | Prag Arena, Prag Zuschauer: 17.413 |

| 14. Mai 2024 16:20 Uhr | Dänemark | 0:2 (0:0, 0:1, 0:1) Spielbericht | Norwegen M. Brandsegg-Nygård (27:45) E. Salsten (59:49) | Prag Arena, Prag Zuschauer: 10.011 |

| 14. Mai 2024 20:20 Uhr | Kanada D. Cozens (6:34) K. Guhle (9:21) B. Byram (13:29) J. McCann (22:57) C. Bedard (29:32) P.-L. Dubois (37:56) J. Tavares (60:15) | 7:6 n. V. (3:1, 3:0, 0:5, 1:0) Spielbericht | Österreich B. Nissner (10:11) B. Baumgartner (43:14) P. Schneider (44:08) D. Zwerger (50:41) P. Schneider (55:56) M. Rossi (59:11) | Prag Arena, Prag Zuschauer: 14.704 |

| 15. Mai 2024 16:20 Uhr | Tschechien J. Rutta (19:52) J. Flek (22:50) L. Sedlák (24:29) T. Kundrátek (46:14) D. Kubalík (51:10) M. Stránský (51:30) O. Palát (53:08) | 7:4 (1:1, 2:1, 4:2) Spielbericht | Dänemark C. Wejse (18:54) P. Russell (39:36) O. Mølgaard (44:43) M. From (51:51) | Prag Arena, Prag Zuschauer: 17.413 |

| 15. Mai 2024 20:20 Uhr | Schweiz N. Hischier (3:48) D. Kukan (13:36) N. Niederreiter (38:36) | 3:0 (2:0, 1:0, 0:0) Spielbericht | Großbritannien | Prag Arena, Prag Zuschauer: 15.239 |

| 16. Mai 2024 16:20 Uhr | Finnland S. Mäenalanen (2:51) O. Kapanen (8:06) | 2:3 (2:0, 0:1, 0:2) Spielbericht | Österreich M. Huber (23:36) T. Nickl (49:51) B. Baumgartner (59:59) | Prag Arena, Prag Zuschauer: 15.387 |

| 16. Mai 2024 20:20 Uhr | Kanada B. Tanev (11:50) A. Mangiapane (22:16) D. Cozens (46:37) J. McCann (58:30) | 4:1 (1:0, 1:0, 2:1) Spielbericht | Norwegen S. Solberg (42:47) | Prag Arena, Prag Zuschauer: 16.418 |

| 17. Mai 2024 16:20 Uhr | Großbritannien L. Kirk (5:25) C. Neilson (10:34) N. Halbert (38:34) | 3:4 (2:2, 1:1, 0:1) Spielbericht | Dänemark M. Aagaard (6:26) P. Bruggisser (8:25) M. Aagaard (21:42) C. Wejse (52:01) | Prag Arena, Prag Zuschauer: 16.277 |

| 17. Mai 2024 20:20 Uhr | Tschechien O. Kaše (19:32) D. Kubalík (35:49) J. Flek (36:53) D. Tomášek (41:31) | 4:0 (1:0, 2:0, 1:0) Spielbericht | Österreich | Prag Arena, Prag Zuschauer: 17.413 |

| 18. Mai 2024 12:20 Uhr | Dänemark | 0:8 (0:2, 0:3, 0:3) Spielbericht | Schweiz N. Hischier (4:10) R. Josi (17:15) K. Fiala (20:39) K. Fiala (23:59) S. Senteler (33:43) C. Thürkauf (42:49) C. Bertschy (45:26) T. Scherwey (54:18) | Prag Arena, Prag Zuschauer: 17.225 |

| 18. Mai 2024 16:20 Uhr | Kanada D. Cozens (14:53) B. Tanev (16:30) O. Power (37:12) B. Hagel (51:32) D. Mercer (59:39) | 5:3 (2:2, 1:1, 2:0) Spielbericht | Finnland J. Puljujärvi (1:35) V. Puustinen (3:51) J. Puljujärvi (36:07) | Prag Arena, Prag Zuschauer: 17.303 |

| 18. Mai 2024 20:20 Uhr | Tschechien L. Sedlák (2:18) J. Krejčík (4:46) L. Sedlák (20:36) O. Kaše (32:15) | 4:1 (2:0, 2:1, 0:0) Spielbericht | Großbritannien E. Mosey (22:17) | Prag Arena, Prag Zuschauer: 17.413 |

| 19. Mai 2024 16:20 Uhr | Norwegen S. Engebråten (53:04) | 1:4 (0:0, 0:3, 1:1) Spielbericht | Österreich P. Schneider (28:14) D. Zwerger (28:54) P. Schneider (33:53) M. Huber (57:24) | Prag Arena, Prag Zuschauer: 16.565 |

| 19. Mai 2024 20:20 Uhr | Schweiz K. Fiala (11:15) R. Loeffel (25:03) | 2:3 (1:1, 1:2, 0:0) Spielbericht | Kanada D. Cozens (1:42) D. Cozens (28:46) N. Paul (30:39) | Prag Arena, Prag Zuschauer: 17.268 |

| 20. Mai 2024 16:20 Uhr | Großbritannien B. Perlini (24:56) O. Betteridge (47:25) | 2:5 (0:3, 1:1, 1:1) Spielbericht | Norwegen M. Vikingstad (4:34) P. Thoresen (6:46) E. Bakke Olsen (12:25) M. Brandsegg-Nygård (21:18) E. Bakke Olsen (44:36) | Prag Arena, Prag Zuschauer: 13.679 |

| 20. Mai 2024 20:20 Uhr | Finnland H. Björninen (43:26) R. Rissanen (45:03) P. Jormakka (59:07) | 3:1 (0:0, 0:0, 3:1) Spielbericht | Dänemark A. True (58:16) | Prag Arena, Prag Zuschauer: 16.251 |

| 21. Mai 2024 12:20 Uhr | Österreich C. Unterweger (22:40) M. Huber (59:15) | 2:4 (0:0, 1:1, 1:3) Spielbericht | Großbritannien B. O’Connor (27:44) B. Perlini (41:59) E. Mosey (50:25) R. Dowd (55:31) | Prag Arena, Prag Zuschauer: 16.306 |

| 21. Mai 2024 16:20 Uhr | Kanada D. Cozens (41:01) D. Mercer (51:01) B. Hagel (55:42) D. Cozens (63:13) | 4:3 n. V. (0:0, 0:0, 3:3, 1:0) Spielbericht | Tschechien D. Kubalík (49:11) O. Palát (56:56) R. Červenka (58:11) | Prag Arena, Prag Zuschauer: 17.314 |

| 21. Mai 2024 20:20 Uhr | Finnland J. Innala (37:51) | 1:3 (0:0, 1:2, 0:1) | Schweiz K. Fiala (25:14) A. Glauser (27:26) K. Fiala (56:33) | Prag Arena, Prag Zuschauer: 17.118 |

| Pl. |                | Sp | S | OTS | OTN | N | Tore  | Punkte |
| --- | -------------- | -- | - | --- | --- | - | ----- | ------ |
| 1.  | Kanada         | 7  | 5 | 2   | 0   | 0 | 32:18 | 19     |
| 2.  | Schweiz        | 7  | 5 | 1   | 0   | 1 | 29:12 | 17     |
| 3.  | Tschechien     | 7  | 4 | 1   | 2   | 0 | 26:14 | 16     |
| 4.  | Finnland       | 7  | 3 | 0   | 1   | 3 | 21:14 | 10     |
| 5.  | Österreich     | 7  | 2 | 0   | 1   | 4 | 21:29 | 7      |
| 6.  | Norwegen       | 7  | 2 | 0   | 0   | 5 | 15:25 | 6      |
| 7.  | Dänemark       | 7  | 2 | 0   | 0   | 5 | 15:29 | 6      |
| 8.  | Großbritannien | 7  | 1 | 0   | 0   | 6 | 12:30 | 3      |

Abkürzungen: Pl. = Platz, Sp = Spiele, S = Siege, OTS = Siege nach Verlängerung (Overtime) oder Penaltyschießen, OTN = Niederlagen nach Verlängerung oder Penaltyschießen, N = Niederlagen

#### Gruppe B
| 10. Mai 2024 16:20 Uhr (Ortszeit) | Slowakei M. Hrivík (36:06) M. Fehérváry (38:09) L. Hudáček (54:13) M. Sukeľ (59:45) | 4:6 (0:0, 2:3, 2:3) Spielbericht | Deutschland D. Kahun (29:46) J. Müller (32:31) L. Kälble (39:31) M. Michaelis (44:27) L. Pföderl (56:02) T. Eder (58:55) | Ostravar Aréna, Ostrava Zuschauer: 9.109 |

| 10. Mai 2024 20:20 Uhr | Schweden J. Eriksson Ek (8:20) L. Raymond (23:45) M. Johansson (36:39) V. Hedman (59:01) J. Eriksson Ek (59:54) | 5:2 (1:0, 2:1, 2:1) Spielbericht | USA Z. Werenski (32:32) B. Nelson (43:43) | Ostravar Aréna, Ostrava Zuschauer: 9.109 |

| 11. Mai 2024 12:20 Uhr | Frankreich E. Cantagallo (2:00) | 1:3 (1:2, 0:1, 0:0) Spielbericht | Kasachstan R. Startschenko (3:06) M. Muchametow (7:30) K. Sawizki (37:47) | Ostravar Aréna, Ostrava Zuschauer: 9.109 |

| 11. Mai 2024 16:20 Uhr | Polen K. Maciaś (15:29) K. Wałęga (28:15) K. Maciaś (47:56) M. Bryk (56:24) | 4:5 n. V. (1:0, 1:1, 2:3, 0:1) Spielbericht | Lettland R. Mamčics (22:18) R. Ābols (42:32) K. Daugaviņš (52:25) Ri. Bukarts (54:54) K. Daugaviņš (63:29) | Ostravar Aréna, Ostrava Zuschauer: 9.109 |

| 11. Mai 2024 20:20 Uhr | USA B. Tkachuk (12:15) M. Kesselring (17:20) J. Gaudreau (32:23) L. Hughes (39:57) T. Zegras (50:09) M. Eyssimont (52:28) | 6:1 (2:0, 2:1, 2:0) Spielbericht | Deutschland Y. Ehliz (34:05) | Ostravar Aréna, Ostrava Zuschauer: 9.109 |

| 12. Mai 2024 12:20 Uhr | Slowakei M. Pospíšil (11:54) M. Faško-Rudáš (12:28) M. Sukeľ (17:56) L. Hudáček (28:28) M. Pospíšil (41:18) L. Cingeľ (45:06) | 6:2 (3:0, 1:1, 2:1) Spielbericht | Kasachstan Ä. Ässetow (23:02) Ä. Omirbekow (51:05) | Ostravar Aréna, Ostrava Zuschauer: 9.109 |

| 12. Mai 2024 16:20 Uhr | Lettland R. Ābols (42:59) Ro. Bukarts (51:48) K. Daugaviņš (64:59) | 3:2 n. V. (0:1, 0:0, 2:1, 1:0) Spielbericht | Frankreich S. Da Costa (16:02) P.-É. Bellemare (56:51) | Ostravar Aréna, Ostrava Zuschauer: 8.525 |

| 12. Mai 2024 20:20 Uhr | Schweden M. Johansson (3:34) L. Raymond (6:17) E. Karlsson (32:31) A. Burakovsky (54:27) E. Karlsson (55:25) | 5:1 (2:0, 1:0, 2:1) Spielbericht | Polen A. Łyszczarczyk (42:18) | Ostravar Aréna, Ostrava Zuschauer: 8.425 |

| 13. Mai 2024 16:20 Uhr | USA M. Boldy (24:48) S. Pinto (44:32) B. Tkachuk (53:56) L. Hughes (56:38) | 4:5 n. V. (0:2, 1:2, 3:0, 0:1) Spielbericht | Slowakei M. Kelemen (3:17) L. Hudáček (11:26) Š. Nemec (27:03) P. Koch (28:47) M. Kelemen (63:56) | Ostravar Aréna, Ostrava Zuschauer: 9.109 |

| 13. Mai 2024 20:20 Uhr | Deutschland L. Pföderl (42:18) | 1:6 (0:3, 0:2, 1:1) Spielbericht | Schweden E. Karlsson (2:54) M. Pettersson (14:52) V. Olofsson (19:57) C. Grundström (24:31) A. Burakovsky (29:22) I. Lundeström (51:08) | Ostravar Aréna, Ostrava Zuschauer: 8.309 |

| 14. Mai 2024 16:20 Uhr | Kasachstan | 0:2 (0:0, 0:2, 0:0) Spielbericht | Lettland Ro. Bukarts (31:48) H. Egle (35:22) | Ostravar Aréna, Ostrava Zuschauer: 7.025 |

| 14. Mai 2024 20:20 Uhr | Polen D. Paś (36:08) B. Fraszko (37:39) | 2:4 (0:2, 2:2, 0:0) Spielbericht | Frankreich J. Addamo (8:47) J. Addamo (11:32) S. Da Costa (24:21) P.-É. Bellemare (27:46) | Ostravar Aréna, Ostrava Zuschauer: 6.797 |

| 15. Mai 2024 16:20 Uhr | Deutschland D. Kahun (5:27) K. Wissmann (18:05) L. Pföderl (20:48) P. Tuomie (22:42) J.-J. Peterka (25:37) M. Michaelis (30:54) J.-J. Peterka (35:53) N. Sturm (44:28) | 8:1 (2:0, 5:1, 1:0) Spielbericht | Lettland M. Komuls (39:02) | Ostravar Aréna, Ostrava Zuschauer: 8.652 |

| 15. Mai 2024 20:20 Uhr | Slowakei L. Cingeľ (2:03) T. Tatar (11:48) P. Cehlárik (57:22) L. Cingeľ (57:34) | 4:0 (2:0, 0:0, 2:0) Spielbericht | Polen | Ostravar Aréna, Ostrava Zuschauer: 9.109 |

| 16. Mai 2024 16:20 Uhr | Kasachstan A. Beketajew (45:36) | 1:3 (0:1, 0:1, 1:1) Spielbericht | Schweden M. Johansson (10:20) L. Johansson (35:08) F. Zetterlund (41:51) | Ostravar Aréna, Ostrava Zuschauer: 5.378 |

| 16. Mai 2024 20:20 Uhr | USA B. Nelson (0:45) M. Boldy (3:24) M. Boldy (12:30) J. Gaudreau (18:07) S. Pinto (57:52) | 5:0 (4:0, 0:0, 1:0) Spielbericht | Frankreich | Ostravar Aréna, Ostrava Zuschauer: 5.494 |

| 17. Mai 2024 16:20 Uhr | Deutschland M. Szuber (1:02) P. Tuomie (2:24) J.-J. Peterka (21:11) L. Reichel (28:29) L. Kälble (35:17) L. Reichel (50:27) F. Tiffels (54:14) M. Kastner (58:34) | 8:2 (2:1, 3:0, 3:1) Spielbericht | Kasachstan R. Startschenko (7:59) A. Koroljow (51:52) | Ostravar Aréna, Ostrava Zuschauer: 8.479 |

| 17. Mai 2024 20:20 Uhr | Polen G. Pasiut (46:22) | 1:4 (0:0, 0:2, 1:2) Spielbericht | USA M. Kesselring (30:11) B. Tkachuk (39:17) C. Caufield (41:11) C. Caufield (49:15) | Ostravar Aréna, Ostrava Zuschauer: 8.935 |

| 18. Mai 2024 12:20 Uhr | Lettland K. Daugaviņš (22:54) R. Mamčics (23:17) | 2:7 (0:2, 2:4, 0:1) Spielbericht | Schweden R. Dahlin (4:50) J. Brodin (6:57) F. Zetterlund (32:59) F. Zetterlund (33:16) J. Eriksson Ek (33:25) M. Pettersson (35:36) M. Johansson (58:51) | Ostravar Aréna, Ostrava Zuschauer: 9.109 |

| 18. Mai 2024 16:20 Uhr | Deutschland A. Ehl (25:14) J.-J. Peterka (35:17) Y. Ehliz (44:28) J.-J. Peterka (56:11) | 4:2 (0:0, 2:0, 2:2) Spielbericht | Polen P. Wajda (53:13) F. Komorski (55:19) | Ostravar Aréna, Ostrava Zuschauer: 9.109 |

| 18. Mai 2024 20:20 Uhr | Frankreich S. Treille (35:44) F. Chakiachvili (59:53) | 2:4 (0:1, 1:2, 1:1) Spielbericht | Slowakei P. Regenda (19:56) L. Hudáček (22:35) L. Hudáček (29:56) M. Grman (48:24) | Ostravar Aréna, Ostrava Zuschauer: 9.109 |

| 19. Mai 2024 16:20 Uhr | USA M. Boldy (4:37) B. Tkachuk (7:16) B. Nelson (16:50) B. Tkachuk (18:28) G. Brindley (21:39) M. Boldy (23:32) L. Kunin (31:04) B. Tkachuk (45:21) K. Hayes (45:42) J. Gaudreau (50:06) | 10:1 (4:0, 3:0, 3:1) Spielbericht | Kasachstan Ä. Omirbekow (46:57) | Ostravar Aréna, Ostrava Zuschauer: 8.468 |

| 19. Mai 2024 20:20 Uhr | Slowakei M. Pospíšil (42:06) P. Cehlárik (58:16) | 2:3 n. P. (0:1, 0:0, 2:1, 0:0, 0:1) Spielbericht | Lettland R. Freibergs (18:39) O. Cibuļskis (58:40) D. Ločmelis (PS) | Ostravar Aréna, Ostrava Zuschauer: 9.109 |

| 20. Mai 2024 16:20 Uhr | Schweden L. Raymond (28:00) E. Karlsson (41:29) A. Burakovsky (59:56) | 3:1 (0:0, 1:1, 2:0) Spielbericht | Frankreich C. Bertrand (29:23) | Ostravar Aréna, Ostrava Zuschauer: 6.805 |

| 20. Mai 2024 20:20 Uhr | Kasachstan N. Michailis (12:35) W. Orechow (50:20) R. Startschenko (54:25) | 3:1 (1:1, 0:0, 2:0) Spielbericht | Polen K. Wałęga (9:11) | Ostravar Aréna, Ostrava Zuschauer: 9.109 |

| 21. Mai 2024 12:20 Uhr | Frankreich V. Claireaux (16:49) A. Rech (21:09) S. Treille (26:18) | 3:6 (1:1, 2:3, 0:2) Spielbericht | Deutschland M. Michaelis (19:04) L. Kälble (25:56) W. Stachowiak (31:01) M. Kastner (31:23) W. Stachowiak (41:19) L. Reichel (44:50) | Ostravar Aréna, Ostrava Zuschauer: 9.109 |

| 21. Mai 2024 16:20 Uhr | Lettland R. Krastenbergs (23:35) E. Tralmaks (44:44) R. Mamčics (45:00) | 3:6 (0:2, 1:1, 2:3) Spielbericht | USA B. Tkachuk (1:23) Z. Werenski (13:20) C. Caufield (22:34) M. Boldy (40:15) C. Caufield (48:46) J. Farabee (59:15) | Ostravar Aréna, Ostrava Zuschauer: 8.924 |

| 21. Mai 2024 20:20 Uhr | Schweden L. Raymond (2:20) E. Karlsson (27:31) A. Burakovsky (32:38) I. Lundeström (33:15) J. Eriksson Ek (49:15) J. Eriksson Ek (57:35) | 6:1 (1:0, 3:0, 2:1) Spielbericht | Slowakei M. Ivan (50:49) | Ostravar Aréna, Ostrava Zuschauer: 9.109 |

| Pl. |             | Sp | S | OTS | OTN | N | Tore  | Punkte |
| --- | ----------- | -- | - | --- | --- | - | ----- | ------ |
| 1.  | Schweden    | 7  | 7 | 0   | 0   | 0 | 35:09 | 21     |
| 2.  | USA         | 7  | 5 | 0   | 1   | 1 | 37:16 | 16     |
| 3.  | Deutschland | 7  | 5 | 0   | 0   | 2 | 34:24 | 15     |
| 4.  | Slowakei    | 7  | 3 | 1   | 1   | 2 | 26:23 | 12     |
| 5.  | Lettland    | 7  | 1 | 3   | 0   | 3 | 19:29 | 9      |
| 6.  | Kasachstan  | 7  | 2 | 0   | 0   | 5 | 12:31 | 6      |
| 7.  | Frankreich  | 7  | 1 | 0   | 1   | 5 | 13:26 | 4      |
| 8.  | Polen       | 7  | 0 | 0   | 1   | 6 | 11:29 | 1      |

Abkürzungen: Pl. = Platz, Sp = Spiele, S = Siege, OTS = Siege nach Verlängerung (Overtime) oder Penaltyschießen, OTN = Niederlagen nach Verlängerung oder Penaltyschießen, N = Niederlagen

### Finalrunde
Die Finalrunde begann nach Abschluss der Vorrunde am 23. Mai 2024, so dass alle Teams mindestens einen Ruhetag hatten. Zwei der Viertelfinalpartien wurden in der Ostravar Aréna, die anderen Partien der Finalrunde in der Prag Arena in Prag ausgetragen. Die Viertelfinalpartien fanden wie in den Vorjahren im Kreuzvergleich der beiden Vorrundengruppen statt. Im Halbfinale am 25. Mai spielten der Bestplatzierte der Vorrunde gegen die letztplatzierte verbliebene Mannschaft, die restlichen beiden Mannschaften trugen das andere Halbfinale aus. Das Finale sowie das Spiel um Bronze fanden am 26. Mai statt.
|  | Viertelfinale                                          | Viertelfinale | Viertelfinale |    | Halbfinale | Halbfinale | Halbfinale       |          |   | Finale | Finale | Finale |
|  |                                                        |               |               |    |            |            |                  |          |   |        |        |        |
|  | A1                                                     | Kanada        | 6             |    |            |            |                  |          |   |        |        |        |
|  | B4                                                     | Slowakei      | 3             |    |            |            |                  |          |   |        |        |        |
|  | B4                                                     | Slowakei      | 3             | A1 | Kanada     | 2          |                  |          |   |        |        |        |
|  |                                                        |               |               | A1 | Kanada     | 2          |                  |          |   |        |        |        |
|  | A2                                                     | Schweiz       | 3             |    |            |            |                  |          |   |        |        |        |
|  | A2                                                     | Schweiz       | 3             | B2 | USA        | 0          |                  |          |   |        |        |        |
|  |                                                        |               |               | B2 | USA        | 0          |                  |          |   |        |        |        |
|  | A3                                                     | Tschechien    | 1             |    |            |            |                  |          |   |        |        |        |
|  | A3                                                     | Tschechien    | 1             | A2 | Schweiz    | 0          |                  |          |   |        |        |        |
|  | (Die Teams werden nach dem Viertelfinale neu gesetzt.) |               |               | A2 | Schweiz    | 0          |                  |          |   |        |        |        |
|  |                                                        | A3            | Tschechien    | 2  |            |            |                  |          |   |        |        |        |
|  | B1                                                     | A3            | Tschechien    | 2  | Schweden   | 2          |                  |          |   |        |        |        |
|  | B1                                                     |               |               |    | Schweden   | 2          |                  |          |   |        |        |        |
|  | A4                                                     | Finnland      | 1             |    |            |            |                  |          |   |        |        |        |
|  | A4                                                     | Finnland      | 1             | B1 | Schweden   | 3          |                  |          |   |        |        |        |
|  |                                                        |               |               | B1 | Schweden   | 3          | Spiel um Platz 3 |          |   |        |        |        |
|  | A3                                                     | Tschechien    | 7             |    |            |            |                  |          |   |        |        |        |
|  | A3                                                     | Tschechien    | 7             | A2 | Schweiz    | 3          | B1               | Schweden | 4 |        |        |        |
|  |                                                        |               |               | A2 | Schweiz    | 3          | B1               | Schweden | 4 |        |        |        |
|  | B3                                                     | Deutschland   | 1             | A1 | Kanada     | 2          |                  |          |   |        |        |        |

#### Viertelfinale
| 23. Mai 2024 16:20 Uhr (Ortszeit) | Kanada J. McCann (2:45) P.-L. Dubois (4:15) N. Paul (23:48) D. Guenther (46:20) B. Tanev (46:40) N. Paul (59:10) | 6:3 (2:1, 1:0, 3:2) Spielbericht | Slowakei P. Cehlárik (7:56) M. Kelemen (47:08) M. Hrivík (56:57) | Prag Arena, Prag Zuschauer: 17.275 |

| 23. Mai 2024 16:20 Uhr | Schweiz C. Bertschy (7:22) N. Hischier (16:28) C. Bertschy (59:02) | 3:1 (2:0, 0:1, 1:0) Spielbericht | Deutschland D. Kahun (31:33) | Ostravar Aréna, Ostrava Zuschauer: 6.583 |

| 23. Mai 2024 20:20 Uhr | USA | 0:1 (0:0, 0:1, 0:0) Spielbericht | Tschechien P. Zacha (26:39) | Prag Arena, Prag Zuschauer: 17.413 |

| 23. Mai 2024 20:20 Uhr | Schweden R. Dahlin (55:02) J. Eriksson Ek (65:54) | 2:1 n. V. (0:0, 0:0, 1:1, 1:0) Spielbericht | Finnland H. Björninen (59:03) | Ostravar Aréna, Ostrava Zuschauer: 6.691 |

#### Halbfinale
| 25. Mai 2024 14:20 Uhr | Schweden M. Johansson (3:39) M. Pettersson (8:08) J. Eriksson Ek (35:30) | 3:7 (2:2, 1:3, 0:2) Spielbericht | Tschechien D. Kubalík (7:48) D. Kämpf (9:37) O. Kaše (26:05) M. Nečas (26:21) D. Kubalík (29:03) L. Sedlák (45:40) L. Sedlák (53:42) | Prag Arena, Prag Zuschauer: 17.413 |

| 25. Mai 2024 18:20 Uhr | Kanada B. Tanev (34:07) J. Tavares (57:53) | 2:3 n. P. (0:2, 1:0, 1:0, 0:0, 0:1) Spielbericht | Schweiz K. Fiala (15:06) N. Niederreiter (17:16) S. Andrighetto (PS) | Prag Arena, Prag Zuschauer: 11.159 |

#### Spiel um Platz 3
| 26. Mai 2024 15:20 Uhr | Schweden C. Grundström (12:05) E. Karlsson (49:35) C. Grundström (53:42) M. Johansson (59:55) | 4:2 (1:0, 0:1, 3:1) Spielbericht | Kanada D. Cozens (22:41) P.-L. Dubois (44:18) | Prag Arena, Prag Zuschauer: 14.929 |

#### Finale
| 26. Mai 2024 20:20 Uhr | Schweiz | 0:2 (0:0, 0:0, 0:2) Spielbericht | Tschechien D. Pastrňák (49:13) D. Kämpf (59:41) | Prag Arena, Prag Zuschauer: 17.413 |

### Statistik

#### Beste Scorer
Abkürzungen: Sp = Spiele, T = Tore, V = Assists, Pkt = Punkte, +/− = Plus/Minus, SM = Strafminuten; Fett: Turnierbestwert
| Spieler          | Team     | Sp | T | V | Pkt | +/− | SM |
| ---------------- | -------- | -- | - | - | --- | --- | -- |
| Matthew Boldy    | USA      | 8  | 6 | 8 | 14  | +8  | 2  |
| Kevin Fiala      | Schweiz  | 8  | 7 | 6 | 13  | +6  | 27 |
| Brady Tkachuk    | USA      | 8  | 7 | 6 | 13  | +7  | 4  |
| Marcus Johansson | Schweden | 9  | 6 | 6 | 12  | +14 | 2  |
| Roman Josi       | Schweiz  | 10 | 3 | 9 | 12  | +4  | 4  |
| Dylan Cozens     | Kanada   | 10 | 9 | 2 | 11  | +3  | 2  |
| Nico Hischier    | Schweiz  | 10 | 6 | 5 | 11  | +6  | 2  |
| Erik Karlsson    | Schweden | 10 | 6 | 5 | 11  | +9  | 0  |
| André Burakovsky | Schweden | 10 | 4 | 7 | 11  | +8  | 0  |
| Johnny Gaudreau  | USA      | 8  | 3 | 8 | 11  | +8  | 0  |

#### Beste Torhüter
Abkürzungen: Sp = Spiele, Min = Eiszeit (in Minuten), SaT = Schüsse aufs Tor, GT = Gegentore, Sv% = gehaltene Schüsse (in %), GTS = Gegentorschnitt, SO = Shutouts; Fett: Turnierbestwert
Erfasst werden nur Torhüter, die mindestens 40 % der Gesamtspielzeit eines Teams absolviert haben. Sortiert nach Fangquote (Sv%).
| Spieler             | Team       | Sp | Min    | GT | SO | Sv%   | GTS  |
| ------------------- | ---------- | -- | ------ | -- | -- | ----- | ---- |
| Leonardo Genoni     | Schweiz    | 7  | 431:07 | 10 | 1  | 94,08 | 1,39 |
| Lukáš Dostál        | Tschechien | 8  | 492:18 | 13 | 3  | 93,90 | 1,58 |
| Samuel Hlavaj       | Slowakei   | 5  | 306:57 | 13 | 1  | 92,53 | 2,54 |
| Henrik Haukeland    | Norwegen   | 5  | 297:00 | 13 | 1  | 91,61 | 2,63 |
| Kristers Gudļevskis | Lettland   | 4  | 207:05 | 11 | 1  | 90,60 | 3,19 |

### Abschlussplatzierungen
Die Platzierungen ergaben sich nach folgenden Kriterien:
- Plätze 1 bis 4: Ergebnisse im Finale sowie im Spiel um Platz 3
- Plätze 5 bis 8 (Verlierer der Viertelfinalpartien): nach Platzierung, dann Punkten, dann Tordifferenz in der Vorrunde
- Plätze 9 bis 16 (Vorrunde): nach Platzierung, dann Punkten, dann Tordifferenz in der Vorrunde

| Pl. | Team           |
| --- | -------------- |
| 1   | Tschechien     |
| 2   | Schweiz        |
| 3   | Schweden       |
| 4   | Kanada         |
| 5   | USA            |
| 6   | Deutschland    |
| 7   | Slowakei       |
| 8   | Finnland       |
| 9   | Lettland       |
| 10  | Österreich     |
| 11  | Norwegen       |
| 12  | Kasachstan     |
| 13  | Dänemark       |
| 14  | Frankreich     |
| 15  | Großbritannien |
| 16  | Polen          |

### Titel, Auf- und Abstieg
| Weltmeister Tschechien | Ondřej Beránek, Roman Červenka, Lukáš Dostál, Jakub Flek, Radko Gudas, Libor Hájek, David Kämpf, Ondřej Kaše, Michal Kempný, Jáchym Kondelík, Jakub Krejčík, Dominik Kubalík, Tomáš Kundrátek, Petr Mrázek, Martin Nečas, Ondřej Palát, David Pastrňák, Jan Rutta, Jan Ščotka, Lukáš Sedlák, David Špaček, Matěj Stránský, David Tomášek, Karel Vejmelka, Daniel Voženílek, Pavel Zacha Cheftrainer: Radim Rulík Assistenztrainer: Jiří Kalous, Tomáš Plekanec, Marek Židlický |

| Silber Schweiz | Andres Ambühl, Sven Andrighetto, Reto Berra, Christoph Bertschy, Kevin Fiala, Michael Fora, Leonardo Genoni, Andrea Glauser, Gaëtan Haas, Fabrice Herzog, Nico Hischier, Ken Jäger, Roman Josi, Sven Jung, Dean Kukan, Philipp Kurashev, Romain Loeffel, Christian Marti, Nino Niederreiter, Tristan Scherwey, Akira Schmid, Sven Senteler, Jonas Siegenthaler, Dario Simion, Calvin Thürkauf Cheftrainer: Patrick Fischer Assistenztrainer: Tommy Albelin, Marcel Jenni, Michael Liniger |

| Bronze Schweden | Lukas Bengtsson, Jonas Brodin, André Burakovsky, Rasmus Dahlin, Joel Eriksson Ek, Samuel Ersson, Max Friberg, Jesper Frödén, Carl Grundström, Filip Gustavsson, Victor Hedman, Tim Heed, Pontus Holmberg, Linus Johansson, Marcus Johansson, Erik Karlsson, Adrian Kempe, Isac Lundeström, Victor Olofsson, Marcus Pettersson, Lucas Raymond, Marcus Sörensen, Felix Unger Sörum, Jesper Wallstedt, Fabian Zetterlund Cheftrainer: Sam Hallam Assistenztrainer: Josef Boumedienne, Stefan Klockare, Nicklas Rahm |

| Absteiger in die Division IA:   | Großbritannien, Polen |
| Aufsteiger in die Top-Division: | Ungarn, Slowenien     |

### Auszeichnungen
Spielertrophäen
| Auszeichnung         | Spieler      | Team       |
| -------------------- | ------------ | ---------- |
| Wertvollster Spieler | Kevin Fiala  | Schweiz    |
| Bester Torhüter      | Lukáš Dostál | Tschechien |
| Bester Verteidiger   | Roman Josi   | Schweiz    |
| Bester Stürmer       | Kevin Fiala  | Schweiz    |

All-Star-Team
| Angriff:      | Kevin Fiala – Dylan Cozens – Roman Červenka |
| Verteidigung: | Roman Josi – Erik Karlsson                  |
| Tor:          | Lukáš Dostál                                |

## Division I

### Gruppe A in Bozen, Italien
Das Turnier der Gruppe A wurde vom 28. April bis 4. Mai 2024 im italienischen Bozen, der Landeshauptstadt Südtirols, ausgetragen. Die Spiele fanden in der 7.800 Zuschauer fassenden Sparkasse Arena (ehemals Eiswelle) statt. Insgesamt besuchten 35.330 Zuschauer die 15 Turnierspiele, was einem Schnitt von 2.355 pro Partie entspricht.
Der Wettbewerb zeigte sich über die sieben Turniertage als sehr ausgeglichen, sodass vor dem letzten Turniertag erst einer der beiden Aufsteiger feststand und noch drei weitere Teams die Möglichkeit hatten, sich den letzten verbliebenen Platz in der Top-Division zu sichern. Die einzige Mannschaft, die bereits vor dem Schlusstag den Aufstieg perfekt gemacht hatte, war Slowenien, und das obwohl das erste Spiel gegen den späteren Absteiger Südkorea verloren gegangen war. Dahinter kämpften Ungarn, Italien und – mit nur noch theoretischen Chancen – Rumänien um den zweiten Aufstiegsplatz. Durch einen knappen 2:1-Sieg über Slowenien schaffte Ungarn als Turniersieger – nach dem Abstieg im Vorjahr – aber ebenso die Rückkehr in die Top-Division. Italien als Gastgeber und Rumänien mussten aufgrund des verlorenen direkten Vergleichs gegen die punktgleichen Slowenen in der Division IA verbleiben.
Den Abstieg in die Gruppe B der Division I musste Südkorea hinnehmen, das damit erstmals seit neun Jahren und der zwischenzeitlichen Teilnahme an der Top-Division wieder aus der A-Gruppe abstieg. Trotz eines guten Turnierstarts mit dem Sieg über Slowenien verloren die Asiaten in der Folge alle vier weiteren Spiele, darunter auch das Duell gegen Aufsteiger Japan.
In der Wertung der besten Punktesammler stand mit János Hári ein Spieler des Aufsteigers Ungarn auf dem ersten Platz. Dafür reichten ihm sechs Scorerpunkte. Er lag damit knapp vor dem Südkoreaner Shin Sang-hoon, der sich mit vier Treffern die Torjägerkrone mit dem Slowenen Rok Tičar teilte. Tičar wurde am Turnierende zudem als bester Stürmer des Wettbewerbs ausgezeichnet. Den Titel des besten Torvorbereiters teilten sich mit den beiden Südkoreanern Kim Sang-wook und Lee Young-jun sowie dem Slowenen Robert Sabolič und dem Italiener Alex Trivellato gleich vier Spieler. Trivellatos Landsmann Thomas Larkin wurde als bester Abwehrspieler ausgezeichnet, nachdem er die beste Plus/Minus-Bilanz unter allen Spielern hatte vorweisen können. Als bester Torhüter wurde mit Gašper Krošelj ebenfalls ein Slowene geehrt, der in nahezu allen relevanten Statistiken den Bestwert aufwies. So hatte er die höchste Fangquote und den geringsten Gegentorschnitt unter allen Torhütern und feierte den einzigen Shutout des Turniers.
| 28. April 2024 12:30 Uhr (Ortszeit) | Südkorea Kong Y.-c. (15:43) Shin S.-h. (16:48) Lee C.-m. (48:17) Kim S.-y. (55:15) | 4:2 (2:1, 0:1, 2:0) Spielbericht | Slowenien R. Sabolič (3:34) J. Sodja (22:25) | Sparkasse Arena, Bozen Zuschauer: 283 |

| 28. April 2024 16:00 Uhr | Japan T. Nakajima (46:52) | 1:3 (0:1, 0:0, 1:2) Spielbericht | Ungarn B. Varga (7:57) I. Terbócs (41:58) J. Hári (59:12) | Sparkasse Arena, Bozen Zuschauer: 2.052 |

| 28. April 2024 19:30 Uhr | Rumänien T. Részegh (26:15) | 1:6 (0:2, 1:2, 0:2) Spielbericht | Italien A. Salinitri (17:03) D. Catenacci (19:46) D. Frank (35:27) A. Salinitri (38:50) M. Marchetti (47:44) D. Kostner (51:27) | Sparkasse Arena, Bozen Zuschauer: 3.011 |

| 30. April 2024 12:30 Uhr | Slowenien R. Bohinc (15:43) R. Tičar (20:39) M. Török (36:36) M. Mahkovec (37:47) M. Mahkovec (46:35) R. Tičar (48:08) | 6:1 (1:1, 3:0, 2:0) Spielbericht | Rumänien A. Sagidullin (3:40) | Sparkasse Arena, Bozen Zuschauer: 1.304 |

| 30. April 2024 16:00 Uhr | Ungarn C. Erdély (13:35) I. Sofron (16:40) B. Stipsicz (24:25) B. Sebők (27:31) Á. Mihály (28:07) C. Erdély (30:13) | 6:2 (2:1, 4:0, 0:1) Spielbericht | Südkorea Lee Y.-j. (1:28) Shin S.-h. (48:31) | Sparkasse Arena, Bozen Zuschauer: 1.450 |

| 30. April 2024 19:30 Uhr | Italien D. Gazley (23:59) D. Kostner (29:48) T. Larkin (56:19) L. Frigo (60:05) | 4:3 n. V. (0:0, 2:2, 1:1, 1:0) Spielbericht | Japan Y. Satō (31:19) K. Satō (34:38) K. Yoneyama (52:55) | Sparkasse Arena, Bozen Zuschauer: 3.437 |

| 1. Mai 2024 12:30 Uhr | Ungarn J. Hári (55:40) | 1:2 (0:0, 0:0, 1:2) Spielbericht | Rumänien B. Péter (49:29) O. Sándor-Székely (59:09) | Sparkasse Arena, Bozen Zuschauer: 2.212 |

| 1. Mai 2024 16:00 Uhr | Japan K. Lawlor (21:42) S. Isogai (36:59) Y. Satō (51:40) S. Isogai (53:03) | 4:3 (0:1, 2:1, 2:1) Spielbericht | Südkorea Jee H.-s. (15:25) Lee C.-m. (26:56) Lee D.-k. (40:14) | Sparkasse Arena, Bozen Zuschauer: 1.738 |

| 1. Mai 2024 19:30 Uhr | Slowenien R. Tičar (15:52) A. Kuralt (44:08) | 2:0 (1:0, 0:0, 1:0) Spielbericht | Italien | Sparkasse Arena, Bozen Zuschauer: 4.238 |

| 3. Mai 2024 12:30 Uhr | Südkorea Shin S.-h. (43:02) Ahn J.-h. (53:58) | 2:3 (0:1, 0:1, 2:1) Spielbericht | Rumänien R. Gliga (14:38) O. Sándor-Székely (38:01) B. Péter (55:31) | Sparkasse Arena, Bozen Zuschauer: 252 |

| 3. Mai 2024 16:00 Uhr | Slowenien Ž. Mehle (3:43) N. Simšič (12:40) J. Drozg (59:32) | 3:1 (2:0, 0:1, 1:0) Spielbericht | Japan S. Nakajima (30:39) | Sparkasse Arena, Bozen Zuschauer: 1.750 |

| 3. Mai 2024 19:30 Uhr | Italien P. Pietroniro (38:56) D. Frank (43:48) | 2:3 n. V. (0:0, 1:1, 1:1, 0:1) Spielbericht | Ungarn I. Sofron (30:27) Á. Mihály (42:35) B. Varga (63:54) | Sparkasse Arena, Bozen Zuschauer: 5.394 |

| 4. Mai 2024 12:30 Uhr | Rumänien R. Gliga (4:26) J. Skatschkow (18:35) S. Rokaly (34:15) M. Haaranen (59:03) | 4:2 (2:1, 1:0, 1:1) Spielbericht | Japan S. Isogai (18:17) Y. Satō (56:21) | Sparkasse Arena, Bozen Zuschauer: 1.015 |

| 4. Mai 2024 16:00 Uhr | Italien L. Frigo (0:21) D. Mantenuto (6:27) D. Kostner (13:21) D. Frank (19:41) D. Catenacci (41:10) D. Mantenuto (43:05) A. Salinitri (43:31) M. Marchetti (44:00) | 8:1 (4:0, 0:1, 4:0) Spielbericht | Südkorea Shin S.-h. (21:10) | Sparkasse Arena, Bozen Zuschauer: 4.225 |

| 4. Mai 2024 19:30 Uhr | Ungarn J. Hári (7:09) K. Papp (57:09) | 2:1 (1:0, 0:1, 1:0) Spielbericht | Slowenien R. Tičar (25:38) | Sparkasse Arena, Bozen Zuschauer: 2.169 |

| Pl. |           | Sp | S | OTS | OTN | N | Tore  | Punkte |
| --- | --------- | -- | - | --- | --- | - | ----- | ------ |
| 1.  | Ungarn    | 5  | 3 | 1   | 0   | 1 | 15:08 | 11     |
| 2.  | Slowenien | 5  | 3 | 0   | 0   | 2 | 14:08 | 9      |
| 3.  | Italien   | 5  | 2 | 1   | 1   | 1 | 20:10 | 9      |
| 4.  | Rumänien  | 5  | 3 | 0   | 0   | 2 | 11:17 | 9      |
| 5.  | Japan     | 5  | 1 | 0   | 1   | 3 | 11:17 | 4      |
| 6.  | Südkorea  | 5  | 1 | 0   | 0   | 4 | 12:23 | 3      |

Abkürzungen: Pl. = Platz, Sp = Spiele, S = Siege, OTS = Siege nach Verlängerung (Overtime) oder Penaltyschießen, OTN = Niederlagen nach Verlängerung oder Penaltyschießen, N = Niederlagen

Erläuterungen: Aufsteiger in die Top-Division, Absteiger in die Division IB

#### Division-IA-Aufstiegsmannschaften
| Division-IA-Aufsteiger Ungarn    | Bence Bálizs, Csanád Erdély, Nándor Fejes, Vilmos Galló, Zsombor Garát, Zétény Hadobás, János Hári, Dominik Horváth, Roland Kiss, Ákos Mihály, Márton Nemes, Kristof Németh, Henrik Nilsson, Tamás Ortenszky, Kristóf Papp, Tamás Sárpátki, Balázs Sebők, István Sofron, Bence Stipsicz, Bence Szabó, István Terbócs, Balázs Varga Trainer: Don MacAdam |
| Division-IA-Aufsteiger Slowenien | Miha Beričič, Rožle Bohinc, Kristjan Čepon, Jan Ćosić, Aljoša Crnovič, Jan Drozg, Žan Jezovšek, Gašper Krošelj, Anže Kuralt, Rok Macuh, Aleksandar Magovac, Marcel Mahkovec, Bine Mašič, Žiga Mehle, Matija Pintarič, Matic Podlipnik, Robert Sabolič, Nik Simšič, Jaka Sodja, Rok Tičar, Blaž Tomaževič, Matic Török Trainer: Edo Terglav              |

### Gruppe B in Vilnius, Litauen
Das Turnier der Gruppe B wurde vom 27. April bis 3. Mai 2024 in der litauischen Hauptstadt Vilnius ausgetragen. Die Spiele fanden in der 8.500 Zuschauer fassenden Twinsbet Arena statt. Insgesamt besuchten 16.654 Zuschauer die 15 Turnierspiele, was einem Schnitt von 1.110 pro Partie entspricht.
Bereits zu Turnierbeginn zeigten sich die Mannschaften aus der Ukraine und Litauen als die beiden stärksten Teams im Teilnehmerfeld. Beide Nationalteams wiesen – wie auch die Volksrepublik China – nach den ersten beiden Spieltagen sechs Punkte bei jeweils zwei Siegen auf. Während die Chinesen in der Folge die beiden Direktduelle verloren, blieben die Ukrainer und Litauer bis zum Aufeinandertreffen am Schlusstag nach vier Spielen ungeschlagen. Letztlich sicherten sich die Osteuropäer durch einen 4:1-Sieg über die Balten den Aufstieg in die Division IA nach siebenjähriger Abstinenz bei einer makellosen Punktausbeute und Bilanz von 31:2 Toren. Mit Oleksandr Peressunko stellten sie auch den Topscorer des Turniers. Zugleich war er gemeinsam mit dem Esten Kristjan Kombe bester Vorlagengeber des Turniers. Ebenso sicherte er sich gemeinsam mit seinem Landsmann Danyjil Tracht und dem Esten Robert Rooba auch die Auszeichnung als treffsicherster Spieler des Wettbewerbs. Rooba wurde ebenso als bester Stürmer ausgezeichnet, während der Ukrainer Ihor Mereschko als bester Verteidiger und der Litauer Mantas Armalis als bester Torwart prämiert wurden. Die besten statistischen Werte unter den Torhütern wies das ukrainische Duo um Eduard Sachartschenko und Bohdan Djatschenko auf.
Über den Abstieg wurde ebenfalls erst am Schlusstag im Duell zwischen den Niederlanden und Aufsteiger Spanien entschieden. Durch einen knappen 1:0-Sieg hielten die Spanier die Klasse und schickten die Niederländer nach zwei Jahren zurück in die Division II.
| 27. April 2024 12:30 Uhr (Ortszeit) | Niederlande | 0:3 (0:0, 0:1, 0:2) Spielbericht | Volksrepublik China Hou Y. (24:12) Zheng M. (49:35) Zhang Z. (55:33) | Twinsbet Arena, Vilnius Zuschauer: 212 |

| 27. April 2024 16:00 Uhr | Spanien | 0:3 (0:0, 0:2, 0:1) Spielbericht | Litauen T. Kumeliauskas (22:07) P. Gintautas (37:09) L. Kudrevičius (54:23) | Twinsbet Arena, Vilnius Zuschauer: 2.516 |

| 27. April 2024 19:30 Uhr | Estland | 0:8 (0:1, 0:3, 0:4) Spielbericht | Ukraine O. Peressunko (11:44) S. Sadowykow (21:36) A. Denyskin (21:47) D. Tracht (25:27) H. Krywoschapkyn (47:24) I. Mereschko (52:41) A. Denyskin (54:58) F. Morosow (55:55) | Twinsbet Arena, Vilnius Zuschauer: 227 |

| 28. April 2024 12:30 Uhr | Volksrepublik China Yan J. (3:10) Hou Y. (19:14) Guo J. (36:51) Chen Z. (40:53) Zuo T. (44:43) Yan J. (49:04) Li Z. (56:31) | 7:1 (2:1, 1:0, 4:0) Spielbericht | Spanien J. Capillas (17:59) | Twinsbet Arena, Vilnius Zuschauer: 253 |

| 28. April 2024 16:00 Uhr | Litauen M. Kaleinikovas (0:38) P. Gintautas (7:37) P. Verenis (13:02) M. Kaleinikovas (35:18) I. Četvertak (40:49) P. Verenis (55:45) | 6:1 (3:1, 1:0, 2:0) Spielbericht | Estland M. Jürgens (6:03) | Twinsbet Arena, Vilnius Zuschauer: 2.545 |

| 28. April 2024 19:30 Uhr | Ukraine I. Mereschko (7:13) P. Panhelow-Juldaschew (12:41) W. Sacharow (33:11) O. Peressunko (45:44) | 4:0 (2:0, 1:0, 1:0) Spielbericht | Niederlande | Twinsbet Arena, Vilnius Zuschauer: 283 |

| 30. April 2024 12:30 Uhr | Ukraine I. Mereschko (2:08) O. Peressunko (9:46) P. Panhelow-Juldaschew (11:33) O. Worona (13:18) W. Ljalka (23:38) O. Peressunko (37:04) W. Ljalka (42:11) A. Denyskin (51:06) I. Mereschko (57:46) | 9:0 (4:0, 2:0, 3:0) Spielbericht | Volksrepublik China | Twinsbet Arena, Vilnius Zuschauer: 175 |

| 30. April 2024 16:00 Uhr | Spanien B. Baldris (8:40) P. Zaballa (20:18) J. Capillas (41:46) | 3:4 n. V. (1:1, 1:2, 1:0, 0:1) Spielbericht | Estland M. Jürgens (3:02) R. Rooba (23:23) M. Viitanen (36:55) R. Rooba (60:46) | Twinsbet Arena, Vilnius Zuschauer: 241 |

| 30. April 2024 19:30 Uhr | Litauen M. Kaleinikovas (23:01) N. Ališauskas (35:31) U. Čižas (48:20) | 3:2 (0:0, 2:1, 1:1) Spielbericht | Niederlande J. Huisman (20:59) L. Vosmer (53:26) | Twinsbet Arena, Vilnius Zuschauer: 2.413 |

| 1. Mai 2024 12:30 Uhr | Ukraine D. Tracht (36:13) S. Sadowykow (43:28) H. Krywoschapkyn (45:12) W. Sacharow (49:25) S. Sadowykow (51:12) D. Tracht (57:31) | 6:1 (0:0, 1:1, 5:0) Spielbericht | Spanien G. González (23:13) | Twinsbet Arena, Vilnius Zuschauer: 364 |

| 1. Mai 2024 16:00 Uhr | Estland M. Jürgens (24:44) K. Kombe (34:05) R. Rooba (49:51) | 3:2 (0:0, 2:1, 1:1) Spielbericht | Niederlande F. Filippini (31:12) A. Loginov (42:04) | Twinsbet Arena, Vilnius Zuschauer: 195 |

| 1. Mai 2024 19:30 Uhr | Volksrepublik China | 0:3 (0:1, 0:0, 0:2) Spielbericht | Litauen M. Kaleinikovas (4:10) P. Gintautas (40:53) M. Grinius (59:59) | Twinsbet Arena, Vilnius Zuschauer: 2.592 |

| 3. Mai 2024 12:30 Uhr | Niederlande | 0:1 (0:0, 0:0, 0:1) Spielbericht | Spanien A. Torralba (41:45) | Twinsbet Arena, Vilnius Zuschauer: 142 |

| 3. Mai 2024 16:00 Uhr | Volksrepublik China Hou Y. (51:58) | 1:3 (0:1, 0:0, 1:2) Spielbericht | Estland R. Rooba (13:02) D. Fursa (50:16) R. Rooba (58:06) | Twinsbet Arena, Vilnius Zuschauer: 236 |

| 3. Mai 2024 19:30 Uhr | Litauen E. Noreika (57:11) | 1:4 (0:1, 0:1, 1:2) Spielbericht | Ukraine D. Tracht (9:19) D. Tracht (30:56) A. Denyskin (53:54) O. Peressunko (57:51) | Twinsbet Arena, Vilnius Zuschauer: 4.260 |

| Pl. |                     | Sp | S | OTS | OTN | N | Tore  | Punkte |
| --- | ------------------- | -- | - | --- | --- | - | ----- | ------ |
| 1.  | Ukraine             | 5  | 5 | 0   | 0   | 0 | 31:02 | 15     |
| 2.  | Litauen             | 5  | 4 | 0   | 0   | 1 | 16:07 | 12     |
| 3.  | Estland             | 5  | 2 | 1   | 0   | 2 | 11:20 | 8      |
| 4.  | Volksrepublik China | 5  | 2 | 0   | 0   | 3 | 11:16 | 6      |
| 5.  | Spanien             | 5  | 1 | 0   | 1   | 3 | 06:20 | 4      |
| 6.  | Niederlande         | 5  | 0 | 0   | 0   | 5 | 04:14 | 0      |

Abkürzungen: Pl. = Platz, Sp = Spiele, S = Siege, OTS = Siege nach Verlängerung (Overtime) oder Penaltyschießen, OTN = Niederlagen nach Verlängerung oder Penaltyschießen, N = Niederlagen

Erläuterungen: Aufsteiger in die Division IA, Absteiger in die Division IIA

#### Division-IB-Siegermannschaft
| Division-IB-Aufsteiger Ukraine | Witalij Andrejkiw, Denys Borodaj, Oleksij Dachnowskyj, Andrij Denyskin, Bohdan Djatschenko, Jewhen Fadjejew, Oleksij Janischewskyj, Hleb Krywoschapkyn, Witalij Ljalka, Wadym Masur, Ihor Mereschko, Feliks Morosow, Pylyp Panhelow-Juldaschew, Oleksandr Peressunko, Jewhen Ratuschnyj, Wiktor Sacharow, Eduard Sachartschenko, Stanyslaw Sadowykow, Iwan Syssak, Wsewolod Tolstuschko, Danyjil Tracht, Oleksij Worona Trainer: Dmytro Chrystytsch |

### Auf- und Abstieg
| Absteiger in die Division IA:   | Großbritannien, Polen |
| Aufsteiger in die Top-Division: | Ungarn, Slowenien     |
| Absteiger in die Division IB:   | Südkorea              |
| Aufsteiger in die Division IA:  | Ukraine               |
| Absteiger in die Division IIA:  | Niederlande           |
| Aufsteiger in die Division IB:  | Kroatien              |

## Division II

### Gruppe A in Belgrad, Serbien
Das Turnier der Gruppe A wurde vom 21. bis 27. April 2024 in der serbischen Landeshauptstadt Belgrad ausgetragen. Die Spiele fanden in der 2.000 Zuschauer fassenden Ledena dvorana Pionir statt. Insgesamt besuchten 2.363 Zuschauer die 15 Turnierspiele, was einem Schnitt von 157 pro Partie entspricht.
Nach insgesamt sechs Jahren in der Division II gelang Kroatien durch einen 3:0-Sieg im abschließenden Turnierspiel gegen den Gastgeber und Vorjahresabsteiger Serbien die Rückkehr in die Division I. Nachdem sich zu Turnierbeginn die beiden Balkanstaaten sowie der mit seinen zahlreichen russischen Importspielern verstärkte Aufsteiger Vereinigte Arabische Emirate als Favoriten auf den Turniersieg herauskristallisiert hatten, zeigten sich die Kroaten gegen Turnierende als die stärkste Mannschaft. Sie gewannen die direkten Duelle jeweils mit drei Toren Vorsprung und blieben im Turnierverlauf ohne Punktverlust bei lediglich sechs Gegentoren. Mit Vilim Rosandić und Mark Katic stellten die Kroaten auch den besten Torwart sowie Verteidiger des Turniers. Die Emirate beendeten den Wettbewerb hinter Serbien mit Mirko Đumić als bestem Stürmer auf dem dritten Rang. Ausschlaggebend war dafür die starke Offensive der Araber, in der Artjom Klawdijew als Topscorer mit 13 Punkten herausstach.
Den letzten Platz in der Gruppe belegte – wie schon bereits im Vorjahr – Island, das ohne Punktgewinn blieb und diesmal den Abstieg hinnehmen musste, nachdem Georgien im Jahr zuvor nachträglich in die Gruppe B der Division versetzt worden war. Vor den Isländern platzierten sich Israel und Australien.
| 21. April 2024 12:30 Uhr (Ortszeit) | Kroatien K. Marinković (3:12) L. Jarčov (9:53) V. Idžan (16:13) L. Jarčov (19:12) L. Jarčov (20:33) M. Katic (24:39) A. Dimitrijević (35:03) L. Jarčov (36:54) I. Janković (50:35) B. Idžan (56:00) B. Idžan (59:53) | 11:2 (4:0, 4:2, 3:0) Spielbericht | Island J. Leifsson (26:48) V. Hlynsson (30:22) | Ledena dvorana Pionir, Belgrad Zuschauer: 25 |

| 21. April 2024 16:00 Uhr | Vereinigte Arabische Emirate D. Lichatschow (3:00) D. Lichatschow (19:53) L. Vukoja (22:11) A. Klawdijew (30:11) I. Tschuikow (35:50) S. Kusnezow (37:13) A. Klawdijew (44:56) L. Vukoja (45:37) I. Tschuikow (51:50) D. Lichatschow (59:11) | 10:6 (2:2, 4:1, 4:3) Spielbericht | Israel D. Mazour (6:19) K. Polosow (13:13) D. Levin (29:36) K. Polosow (40:25) D. Mazour (43:37) A. Milner (56:48) | Ledena dvorana Pionir, Belgrad Zuschauer: 40 |

| 21. April 2024 19:30 Uhr | Australien J. Ruck (4:44) J. Kennedy (20:37) | 2:4 (1:1, 1:2, 0:1) Spielbericht | Serbien M. Dragović (15:26) M. Popović (23:42) M. Đumić (33:45) M. Đumić (53:44) | Ledena dvorana Pionir, Belgrad Zuschauer: 346 |

| 22. April 2024 12:30 Uhr | Island K. Arnarsson (3:42) G. Arason (38:17) | 2:7 (1:1, 1:6, 0:0) Spielbericht | Vereinigte Arabische Emirate A. Klawdijew (19:06) S. Kusnezow (21:23) S. Kusnezow (21:53) A. Klawdijew (29:08) D. Lichatschow (31:18) T. Ramseyer (35:32) I. Tschuikow (39:41) | Ledena dvorana Pionir, Belgrad Zuschauer: 20 |

| 22. April 2024 16:00 Uhr | Kroatien F. Kašparek (27:36) L. Jarčov (34:46) A. Bebek (41:57) | 3:2 (0:1, 2:1, 1:0) Spielbericht | Australien B. Kubara (11:00) C. Kubara (27:03) | Ledena dvorana Pionir, Belgrad Zuschauer: 25 |

| 22. April 2024 19:30 Uhr | Serbien N. Vučurević (14:46) M. Mladenović (24:49) I. Anić (33:59) N. Vučurević (47:20) A. Račić (56:23) | 5:1 (1:0, 2:1, 2:0) Spielbericht | Israel A. Kapulkin (34:33) | Ledena dvorana Pionir, Belgrad Zuschauer: 375 |

| 24. April 2024 12:30 Uhr | Australien M. Caruana (3:02) K. Webster (3:54) C. Todd (22:05) S. Allen (46:58) | 4:5 n. P. (2:0, 1:0, 1:4, 0:0, 0:1) Spielbericht | Israel G. Khvoles (46:20) M. Khubashvili (47:38) M. Levin (59:01) M. Levin (59:45) M. Levin (PS) | Ledena dvorana Pionir, Belgrad Zuschauer: 30 |

| 24. April 2024 16:00 Uhr | Kroatien F. Završki (6:23) I. Janković (19:39) F. Završki (26:52) M. Katic (41:54) | 4:1 (2:1, 1:0, 1:0) Spielbericht | Vereinigte Arabische Emirate L. Vukoja (6:41) | Ledena dvorana Pionir, Belgrad Zuschauer: 22 |

| 24. April 2024 19:30 Uhr | Serbien K. Mladenović (8:31) M. Dinić (8:52) A. Gvozdenović (17:10) P. Podunavac (22:08) A. Zwick (35:29) V. Kravljanac (56:45) M. Dinić (58:22) S. Subotić (59:11) A. Popović (59:41) | 9:3 (3:1, 2:1, 4:1) Spielbericht | Island H. Sverrisson (3:28) H. Magnússon (33:21) J. Leifsson (55:09) | Ledena dvorana Pionir, Belgrad Zuschauer: 220 |

| 25. April 2024 12:30 Uhr | Israel P. Marshchonak (13:17) | 1:5 (1:3, 0:1, 0:1) Spielbericht | Kroatien K. Marinković (1:45) P. Dobrić (6:21) K. Marinković (19:34) D. Vedlin (24:09) B. Idžan (43:17) | Ledena dvorana Pionir, Belgrad Zuschauer: 20 |

| 25. April 2024 16:00 Uhr | Island G. Arason (33:20) H. Skúlason (45:08) | 2:3 (0:2, 1:1, 1:0) Spielbericht | Australien J. Woodman (13:44) E. Hawes (17:00) K. Webster (25:13) | Ledena dvorana Pionir, Belgrad Zuschauer: 35 |

| 25. April 2024 19:30 Uhr | Vereinigte Arabische Emirate S. Kusnezow (9:25) S. Kusnezow (41:01) | 2:5 (1:1, 0:1, 1:3) Spielbericht | Serbien M. Popović (15:03) M. Đumić (24:15) M. Dinić (49:47) V. Kravljanac (54:44) M. Popović (59:18) | Ledena dvorana Pionir, Belgrad Zuschauer: 340 |

| 27. April 2024 12:30 Uhr | Australien V. Virjassov (3:29) J. Woodman (6:35) J. Kyros (21:12) C. Kubara (50:27) | 4:5 (2:1, 1:2, 1:2) Spielbericht | Vereinigte Arabische Emirate S. Kusnezow (7:54) A. Klawdijew (30:46) D. Lichatschow (33:43) A. Badegyjew (48:32) I. Tschuikow (59:19) | Ledena dvorana Pionir, Belgrad Zuschauer: 25 |

| 27. April 2024 16:00 Uhr | Israel M. Levin (31:37) M. Levin (52:01) G. Khvoles (52:26) M. Levin (55:56) | 4:2 (0:1, 1:0, 3:1) Spielbericht | Island G. Arason (17:49) U. Rúnarsson (59:33) | Ledena dvorana Pionir, Belgrad Zuschauer: 40 |

| 27. April 2024 19:30 Uhr | Serbien | 0:3 (0:2, 0:1, 0:0) Spielbericht | Kroatien F. Kašparek (6:30) M. Katic (11:45) B. Idžan (31:21) | Ledena dvorana Pionir, Belgrad Zuschauer: 800 |

| Pl. |                              | Sp | S | OTS | OTN | N | Tore  | Punkte |
| --- | ---------------------------- | -- | - | --- | --- | - | ----- | ------ |
| 1.  | Kroatien                     | 5  | 5 | 0   | 0   | 0 | 26:06 | 15     |
| 2.  | Serbien                      | 5  | 4 | 0   | 0   | 1 | 23:11 | 12     |
| 3.  | Vereinigte Arabische Emirate | 5  | 3 | 0   | 0   | 2 | 25:21 | 9      |
| 4.  | Israel                       | 5  | 1 | 1   | 0   | 3 | 17:26 | 5      |
| 5.  | Australien                   | 5  | 1 | 0   | 1   | 3 | 15:19 | 4      |
| 6.  | Island                       | 5  | 0 | 0   | 0   | 5 | 11:34 | 0      |

Abkürzungen: Pl. = Platz, Sp = Spiele, S = Siege, OTS = Siege nach Verlängerung (Overtime) oder Penaltyschießen, OTN = Niederlagen nach Verlängerung oder Penaltyschießen, N = Niederlagen

Erläuterungen: Aufsteiger in die Division IB, Absteiger in die Division IIB

#### Division-IIA-Siegermannschaft
| Division-IIA-Aufsteiger Kroatien | Ante Bebek, Ivan Brenčun, Dominic Čanić, Niko Cavlović, Alex Dimitrijević, Patrik Dobrić, Borna Filipović, Bruno Idžan, Vito Idžan, Ivan Janković, Luka Jarčov, Filip Kašparek, Mark Katic, Karlo Marinković, Vito Nikolić, Vilim Rosandić, Leo Selitaj, Martin Šimunković, Lovro Slovinac, Domen Vedlin, Marko Vukadin, Fran Završki Trainer: Enio Sacilotto |

### Gruppe B in Sofia, Bulgarien
Das Turnier der Gruppe B wurde vom 22. bis 28. April 2024 in der bulgarischen Hauptstadt Sofia ausgetragen. Die Spiele fanden im 4.600 Zuschauer fassenden Wintersportpalast statt. Insgesamt besuchten 3.058 Zuschauer die 15 Turnierspiele, was einem Schnitt von 203 pro Partie entspricht.
In überzeugender Manier mit fünf Siegen aus ebenso vielen Spielen und fünf Punkten Vorsprung auf die zweitplatzierten Neuseeländer sicherte sich Belgien den Aufstieg in die Gruppe A der Division II. Die Belgier kehrten damit fünf Jahre nach dem Abstieg wieder ins Oberhaus der Division II zurück. Dahinter belegten Neuseeland – mit dem besten Ergebnis seit 2018 – und die im letzten Jahr zwangsrelegierten Georgier die weiteren Plätze. Bei den Auszeichnungen gewannen die Belgier ebenfalls den Großteil der Preise. Mit Sam Verelst stellten sie sowohl den besten Stürmer des Wettbewerbs als auch den Topscorer und – gemeinsam mit seinem Teamkollegen Bryan Henry – auch den besten Vorbereiter. Der belgische Torwart Jelle Lievens wurde auf seiner Position ebenfalls als bester Spieler ausgezeichnet, nachdem er in jeder relevanten Kategorie die mit Abstand besten Werte aufgewiesen hatte. Mit dem besten Verteidiger Stefan Amston und dem besten Torschützen Jackson Fontaine gingen die weiteren Auszeichnungen nach Neuseeland.
Der Abstieg der Türkei entschied sich erst am letzten Turniertag, die bis dahin auf dem vorletzten Rang vor Aufsteiger Republik China (Taiwan) platziert gewesen war. Da die Asiaten ihr letztes Spiel gegen die gastgebenden Bulgaren aber knapp gewann, schoben sie sich in der Tabelle noch an den Türken vorbei und schickten diese nach zweijähriger Zugehörigkeit wieder zurück in die Division III.
| 22. April 2024 13:00 Uhr (Ortszeit) | Republik China (Taiwan) Lin H.-j. (2:26) | 1:5 (1:0, 0:1, 0:4) Spielbericht | Neuseeland J. Carey (23:10) S. Amston (45:11) J. Fontaine (48:47) M. Schneider (51:30) C. McIntosh (57:22) | Wintersportpalast, Sofia Zuschauer: 70 |

| 22. April 2024 16:30 Uhr | Belgien O. de Croock (23:18) I. Steyaert (27:56) V. Gyesbreghs (34:18) Y. de Smet (41:11) L. Boni (47:00) X. Blanchy (47:14) S. Verelst (55:13) B. Coolen (58:23) | 8:0 (0:0, 3:0, 5:0) Spielbericht | Türkei | Wintersportpalast, Sofia Zuschauer: 80 |

| 22. April 2024 20:00 Uhr | Bulgarien I. Chodulow (15:36) | 1:7 (1:1, 0:2, 0:4) Spielbericht | Georgien I. Karelin (11:25) W. Dsiow (26:29) A. Kosjulin (34:40) A. Kurbatow (45:34) B. Kotschkin (48:04) O. Obolgogiani (48:42) I. Marow (53:11) | Wintersportpalast, Sofia Zuschauer: 325 |

| 23. April 2024 13:00 Uhr | Türkei F. Bakal (30:01) E. Faner (41:38) Ö. Karş (48:25) E. Odabaş (56:30) İ. Gökçen (PS) | 5:4 n. P. (0:1, 1:2, 3:1, 0:0, 1:0) Spielbericht | Republik China (Taiwan) Chen K.-t. (19:38) Pan Y.-c. (22:32) Wang Y.-h. (23:00) Wen P.-a. (48:10) | Wintersportpalast, Sofia Zuschauer: 47 |

| 23. April 2024 16:30 Uhr | Georgien N. Bukija (7:38) S. Charisow (43:42) | 1:4 (1:2, 0:2, 1:2) Spielbericht | Neuseeland C. McIntosh (7:59) S. Amston (14:14) R. Strayer (20:53) S. Amston (32:45) R. Vortanov (42:43) J. Fontaine (53:26) | Wintersportpalast, Sofia Zuschauer: 93 |

| 23. April 2024 20:00 Uhr | Belgien X. Blanchy (1:09) V. Gyesbreghs (11:54) Y. de Smet (19:01) S. Verelst (21:51) S. Verelst (24:05) V. Gyesbreghs (33:02) B. Henry (34:09) L. Boni (38:44) S. Verelst (48:32) V. Gyesbreghs (54:19) D. Blockx (58:55) | 11:1 (3:0, 5:1, 3:0) Spielbericht | Bulgarien I. Chodulow (35:21) | Wintersportpalast, Sofia Zuschauer: 352 |

| 25. April 2024 13:00 Uhr | Georgien I. Karelin (31:33) I. Karelin (33:34) I. Karelin (44:18) | 3:2 (0:1, 2:1, 1:0) Spielbericht | Türkei M. Karadağ (3:36) B. Demirdelen (29:49) | Wintersportpalast, Sofia Zuschauer: 75 |

| 25. April 2024 16:30 Uhr | Belgien I. Steyaert (0:48) S. Verelst (3:17) B. Coolen (16:21) O. de Croock (21:05) B. Henry (21:37) Y. de Smet (29:05) I. Steyaert (46:01) I. Steyaert (55:21) | 8:1 (3:1, 3:0, 2:0) Spielbericht | Republik China (Taiwan) Shen Y.-l. (7:39) | Wintersportpalast, Sofia Zuschauer: 76 |

| 25. April 2024 20:00 Uhr | Bulgarien I. Chodulow (1:38) M. Nakow (10:25) A. Jotow (12:53) J. Gatschew (13:51) A. Jotow (20:31) I. Chodulow (29:28) A. Jotow (PS) | 7:6 n. P. (4:2, 2:2, 0:2, 0:0, 1:0) Spielbericht | Neuseeland M. Schneider (6:21) J. Carey (13:28) S. Amston (24:09) J. Fontaine (26:39) S. Amston (44:12) S. Amston (59:40) | Wintersportpalast, Sofia Zuschauer: 483 |

| 27. April 2024 13:00 Uhr | Neuseeland | 0:6 (0:1, 0:4, 0:1) Spielbericht | Belgien B. Henry (1:59) Y. de Smet (25:22) O. de Croock (34:02) O. de Croock (37:48) Y. de Smet (39:15) L. Boni (49:51) | Wintersportpalast, Sofia Zuschauer: 90 |

| 27. April 2024 16:30 Uhr | Türkei O. Karakoç (22:24) | 1:5 (0:0, 1:3, 0:2) Spielbericht | Bulgarien D. Dilkow (26:04) A. Stamenow (32:20) M. Nikolow (35:39) J. Gatschew (57:29) M. Wassilew (59:27) | Wintersportpalast, Sofia Zuschauer: 750 |

| 27. April 2024 20:00 Uhr | Republik China (Taiwan) Wen P.-a. (5:08) Lin H.-j. (25:49) Lin Y.-c. (26:07) Peng M. (51:42) | 4:6 (1:2, 2:1, 1:3) Spielbericht | Georgien A. Kosjulin (1:22) I. Karelin (8:51) I. Schartschow (22:21) I. Karelin (40:54) N. Bukija (41:59) N. Bukija (56:03) | Wintersportpalast, Sofia Zuschauer: 104 |

| 28. April 2024 13:00 Uhr | Neuseeland J. Fontaine (10:23) J. Fontaine (10:56) M. Attwell (33:22) J. Fontaine (44:26) R. Strayer (52:49) | 5:2 (2:0, 1:1, 2:1) Spielbericht | Türkei Y. Karş (38:06) F. Faner (55:55) | Wintersportpalast, Sofia Zuschauer: 77 |

| 28. April 2024 16:30 Uhr | Bulgarien W. Dikow (11:48) M. Nakow (34:46) G. Iskrenow (59:30) | 3:4 (1:0, 1:3, 1:1) Spielbericht | Republik China (Taiwan) Chen K.-t. (22:15) Lin H.-j. (36:53) Lin Y.-c. (37:42) Wen P.-a. (58:51) | Wintersportpalast, Sofia Zuschauer: 350 |

| 28. April 2024 20:00 Uhr | Georgien O. Obolgogiani (7:59) I. Schartschow (8:28) | 2:4 (2:1, 0:2, 0:1) Spielbericht | Belgien A. van Espen (17:36) V. Gyesbreghs (34:17) V. Gyesbreghs (34:45) O. de Croock (57:53) | Wintersportpalast, Sofia Zuschauer: 86 |

| Pl. |                         | Sp | S | OTS | OTN | N | Tore  | Punkte |
| --- | ----------------------- | -- | - | --- | --- | - | ----- | ------ |
| 1.  | Belgien                 | 5  | 5 | 0   | 0   | 0 | 37:04 | 15     |
| 2.  | Neuseeland              | 5  | 3 | 0   | 1   | 1 | 22:18 | 10     |
| 3.  | Georgien                | 5  | 3 | 0   | 0   | 2 | 20:17 | 9      |
| 4.  | Bulgarien               | 5  | 1 | 1   | 0   | 3 | 17:29 | 5      |
| 5.  | Republik China (Taiwan) | 5  | 1 | 0   | 1   | 3 | 14:27 | 4      |
| 6.  | Türkei                  | 5  | 0 | 1   | 0   | 4 | 10:25 | 2      |

Abkürzungen: Pl. = Platz, Sp = Spiele, S = Siege, OTS = Siege nach Verlängerung (Overtime) oder Penaltyschießen, OTN = Niederlagen nach Verlängerung oder Penaltyschießen, N = Niederlagen

Erläuterungen: Aufsteiger in die Division IIA, Absteiger in die Division IIIA

#### Division-IIB-Siegermannschaft
| Division-IIB-Aufsteiger Belgien | Xavier Blanchy, Dries Blockx, Ben van den Bogaert, Lucas Boni, Ben Coolen, Rik Cuylen, Oliver de Croock, Arne van Espen, Tobi Gentry, Vadim Gyesbreghs, Bryan Henry, Alec James, Jelle Lievens, Frank Neven, Ignace Van Noten, Chad Piccart, Yoren de Smet, Iniaz Steyaert, Sam Verelst, Marek Žiarny Trainer: Jeffrey van Iersel |

### Auf- und Abstieg
| Absteiger in die Division IIA:  | Niederlande |
| Aufsteiger in die Division IB:  | Kroatien    |
| Absteiger in die Division IIB:  | Island      |
| Aufsteiger in die Division IIA: | Belgien     |
| Absteiger in die Division IIIA: | Türkei      |
| Aufsteiger in die Division IIB: | Thailand    |

## Division III

### Gruppe A in Bischkek, Kirgisistan
Das Turnier der Gruppe A der Division III wurde vom 10. bis 16. März 2024 in der kirgisischen Landeshauptstadt Bischkek ausgetragen. Die Spiele fanden im 2.200 Zuschauer fassenden Gorodskoi Katok statt. Insgesamt besuchten 7.250 Zuschauer die 15 Turnierspiele, was einem Schnitt von 483 Besuchern pro Partie entspricht.
Nach nur zwei Jahren in der Gruppe A der Division III gelang der thailändischen Nationalmannschaft durch fünf klare Turniersiege der erstmalige Aufstieg in die Gruppe B der Division II. Bereits am ersten Turniertag fuhren die Thailänder den letztlich über den Aufstieg entscheidenden Sieg gegen den Gastgeber und letztjährigen Aufsteiger Kirgisistan. Die beiden Sowjetrepubliken Kirgisistan und Turkmenistan sowie der Vorjahresabsteiger Mexiko scheiterten mit ihren Ambitionen insbesondere an der schwachen Fangquote ihrer Torhüter und der Defizite im Unterzahlspiel. Im Gegensatz dazu bot Thailand mit Torwart Ben Kleineschay und Verteidiger Ken Kindborn die besten Spieler auf ihren jeweiligen Positionen auf, während sie mit Nick Lampson auch den Topscorer stellten. Als bester Stürmer und zugleich bester Torschütze schloss der Kirgise Mamed Seifulow den Wettkampf ab.
Den direkten Durchmarsch in die Division IIIB musste Mexiko nach fünf Niederlagen und lediglich einem einfachen Punktgewinn hinnehmen. Die Mittelamerikaner mussten damit den zweiten Abstieg in Folge hinnehmen, nachdem sie sich zuvor insgesamt 17 Jahre in der Division II gehalten hatten. Im Mittelfeld der Tabelle sicherte sich Luxemburg mit dem dritten Platz die beste Platzierung seit dem Abstieg in die Division III vor sechs Jahren.
| 10. März 2024 13:00 Uhr (Ortszeit) | 10. März 2024 8:00 Uhr (MEZ) | Südafrika U. Samaai (2:58) J. Valadas (8:31) L. Carelse (10:50) U. Samaai (21:59) C. Birrell (43:33) J.-M. van Doesburgh (45:42) | 6:3 (3:1, 1:2, 2:0) Spielbericht | Mexiko Á. Tapia (13:11) T. Chávez (20:11) T. Chávez (35:31) | Gorodskoi Katok, Bischkek Zuschauer: 100 |

| 10. März 2024 16:00 Uhr | 10. März 2024 11:00 Uhr | Turkmenistan A. Wahowskiý (24:50) G. Taňňyýew (35:21) B. Baýmyradow (56:20) | 3:4 (0:2, 2:0, 1:2) Spielbericht | Luxemburg D. Church (4:24) C. Mossong (5:33) C. Cannon (44:13) C. Cannon (59:04) | Gorodskoi Katok, Bischkek Zuschauer: 100 |

| 10. März 2024 20:00 Uhr | 10. März 2024 15:00 Uhr | Kirgisistan M. Seifulow (1:24) M. Jegorow (14:17) J. Mirbekow (33:38) J. Leschtschenko (43:29) | 4:9 (2:1, 1:3, 1:5) Spielbericht | Thailand K. Kindborn (11:11) P. Thanakroekkiat (29:00) C. Limpinphet (38:48) M. Kitayama (39:02) N. Lampson (43:53) M. Kitayama (45:07) J. Isaksson (53:22) P. Khuhakaew (53:37) J. Isaksson (55:21) | Gorodskoi Katok, Bischkek Zuschauer: 1.500 |

| 11. März 2024 14:00 Uhr | 11. März 2024 9:00 Uhr | Turkmenistan A. Nuryýew (1:58) E. Kakabaýew (4:36) A. Nuryýew (24:59) B. Döwletmyradow (41:28) | 4:3 (2:1, 1:1, 1:1) Spielbericht | Südafrika J.-M. van Doesburgh (13:16) J.-M. van Doesburgh (30:24) J. Valadas (42:00) | Gorodskoi Katok, Bischkek Zuschauer: 600 |

| 11. März 2024 17:00 Uhr | 11. März 2024 12:00 Uhr | Mexiko | 0:5 (0:2, 0:1, 0:2) Spielbericht | Thailand J. Isaksson (5:30) K. Kindborn (8:15) N. Lampson (20:48) J. Isaksson (40:56) N. Lampson (59:39) | Gorodskoi Katok, Bischkek Zuschauer: 300 |

| 11. März 2024 20:00 Uhr | 11. März 2024 15:00 Uhr | Luxemburg T. Beran (28:17) C. Mossong (54:01) S. Backes (56:35) | 3:7 (0:3, 1:2, 2:2) Spielbericht | Kirgisistan W. Tonkich (13:46) A. Titow (14:31) M. Seifulow (17:01) A. Bekmuratow (33:49) M. Seifulow (36:28) M. Seifulow (44:05) J. Mirbekow (49:49) | Gorodskoi Katok, Bischkek Zuschauer: 800 |

| 13. März 2024 14:00 Uhr | 13. März 2024 9:00 Uhr | Mexiko A. Valencia (23:01) S. Esteban (44:53) E. Valencia (45:14) Á. Tapia (52:51) | 4:5 n. V. (0:0, 1:1, 3:3, 0:1) Spielbericht | Luxemburg C. Mossong (34:01) A. Vincens (47:55) S. Backes (49:03) D. Church (50:00) A. Mykkänen (62:27) | Gorodskoi Katok, Bischkek Zuschauer: 200 |

| 13. März 2024 17:00 Uhr | 13. März 2024 12:00 Uhr | Südafrika D. Magmoed (44:28) | 1:5 (0:2, 0:2, 1:1) Spielbericht | Thailand J. Isaksson (0:27) M. Kitayama (4:38) M. Kitayama (28:37) M. Kitayama (32:17) J. Isaksson (40:28) | Gorodskoi Katok, Bischkek Zuschauer: 200 |

| 13. März 2024 20:00 Uhr | 13. März 2024 15:00 Uhr | Turkmenistan P. Barkowskiý (10:31) B. Baýmyradow (31:58) D. Baýjajew (39:28) A. Nuryýew (50:23) A. Wahowskiý (57:34) | 5:7 (1:2, 2:2, 2:3) Spielbericht | Kirgisistan W. Tonkich (14:26) A. Kudaschew (17:52) M. Jegorow (30:00) M. Seifulow (35:58) W. Nossow (47:15) W. Nossow (55:45) M. Seifulow (57:45) | Gorodskoi Katok, Bischkek Zuschauer: 950 |

| 14. März 2024 14:00 Uhr | 14. März 2024 9:00 Uhr | Luxemburg J. Nunes (4:47) C. Mossong (10:18) A. Vincens (21:38) M. Lasis (37:38) | 4:2 (2:1, 2:1, 0:0) Spielbericht | Südafrika D. Magmoed (8:53) U. Samaai (28:07) | Gorodskoi Katok, Bischkek Zuschauer: 200 |

| 14. März 2024 17:00 Uhr | 14. März 2024 12:00 Uhr | Thailand P. Khuhakaew (8:41) K. Kindborn (9:19) N. Lampson (11:18) M. Kitayama (22:03) N. Lampson (24:48) J. Isaksson (31:51) P. Thanakroekkiat (35:32) P. Forstner (36:33) P. Hongswadhi (39:05) P. Khuhakaew (41:15) J. Isaksson (45:00) N. Lampson (50:54) J. Isaksson (58:25) | 13:3 (3:2, 6:0, 4:1) Spielbericht | Turkmenistan Ö. Esenow (4:50) Ö. Esenow (6:14) B. Baýmyradow (51:25) | Gorodskoi Katok, Bischkek Zuschauer: 300 |

| 14. März 2024 20:00 Uhr | 14. März 2024 15:00 Uhr | Kirgisistan W. Nossow (1:05) M. Seifulow (5:07) I. Abdyrajew (8:14) M. Seifulow (13:06) M. Tschuwalow (23:40) J. Mirbekow (33:46) M. Tschuwalow (34:05) M. Seifulow (48:01) S. Ismanow (56:34) | 9:4 (4:1, 3:2, 2:1) Spielbericht | Mexiko L. Valencia (9:28) Á. Tapia (28:28) A. Apud (38:21) Á. Tapia (54:46) | Gorodskoi Katok, Bischkek Zuschauer: 400 |

| 16. März 2024 14:00 Uhr | 16. März 2024 9:00 Uhr | Thailand N. Lampson (12:15) J. Isaksson (17:51) N. Lampson (19:33) M. Kitayama (25:59) N. Lampson (27:45) P. Suwachirat (43:10) | 6:1 (3:1, 2:0, 1:0) Spielbericht | Luxemburg A. Mykkänen (16:50) | Gorodskoi Katok, Bischkek Zuschauer: 200 |

| 16. März 2024 17:00 Uhr | 16. März 2024 12:00 Uhr | Mexiko A. Apud (4:29) A. Valencia (27:24) S. Esteban (34:05) J. Rullan (48:24) | 4:8 (1:3, 2:4, 1:1) Spielbericht | Turkmenistan B. Döwletmyradow (11:02) A. Wahowskiý (14:16) B. Baýmyradow (17:59) B. Döwletmyradow (20:34) A. Wahowskiý (22:42) B. Baýmyradow (25:39) A. Nuryýew (28:17) A. Nuryýew (58:02) | Gorodskoi Katok, Bischkek Zuschauer: 400 |

| 16. März 2024 20:00 Uhr | 16. März 2024 15:00 Uhr | Südafrika D. Magmoed (30:02) | 1:10 (0:4, 1:5, 0:1) Spielbericht | Kirgisistan M. Jegorow (2:30) M. Seifulow (5:07) A. Kudaschew (8:22) A. Sapitow (17:48) M. Seifulow (30:29) M. Tschuwalow (32:52) A. Titow (34:31) M. Tschuwalow (37:35) M. Tschuwalow (39:44) A. Titow (46:55) | Gorodskoi Katok, Bischkek Zuschauer: 1.000 |

| Pl. |              | Sp | S | OTS | OTN | N | Tore  | Punkte |
| 1.  | Thailand     | 5  | 5 | 0   | 0   | 0 | 38:09 | 15     |
| 2.  | Kirgisistan  | 5  | 4 | 0   | 0   | 1 | 37:22 | 12     |
| 3.  | Luxemburg    | 5  | 2 | 1   | 0   | 2 | 17:22 | 8      |
| 4.  | Turkmenistan | 5  | 2 | 0   | 0   | 3 | 23:31 | 6      |
| 5.  | Südafrika    | 5  | 1 | 0   | 0   | 4 | 13:26 | 3      |
| 6.  | Mexiko       | 5  | 0 | 0   | 1   | 4 | 15:33 | 1      |

Abkürzungen: Pl. = Platz, Sp = Spiele, S = Siege, OTS = Siege nach Verlängerung (Overtime) oder Penaltyschießen, OTN = Niederlagen nach Verlängerung oder Penaltyschießen, N = Niederlagen

Erläuterungen: Aufsteiger in die Division IIB, Absteiger in die Division IIIB

#### Division-IIIA-Siegermannschaft
| Division-IIIA-Aufsteiger Thailand | Ramin Chan-Urai, Tewin Chartsuwan, Patrick Forstner, Pann Hongswadhi, Jan Isaksson, Phandaj Khuhakaew, Ken Kindborn, Masato Kitayama, Ben Kleineschay, Chayutapon Kulrat, Nick Lampson, Chanokchon Limpinphet, Rakchai Sukwiboon, Nakrit Sutivijitho, Phanuruj Suwachirat, Papan Thanakroekkiat, Pattarapol Ungkulpattanasuk, Araya Vatanapanyakul Trainer: Casey Cook |

### Gruppe B in Sarajevo, Bosnien und Herzegowina
Das Turnier der Gruppe B der Division III wurde vom 23. bis 29. Februar 2024 in der bosnisch-herzegowinischen Hauptstadt Sarajevo ausgetragen. Die Spiele fanden in der 5.616 Zuschauer fassenden Dvorana Mirza Delibašić statt. Insgesamt besuchten 4.830 Zuschauer die 15 Turnierspiele, was einem Schnitt von 322 Besuchern pro Spiel entspricht.
Im letzten Turnierspiel sicherte sich Gastgeber Bosnien und Herzegowina durch einen 4:2-Sieg über den bis dato an der Tabellenspitze liegenden Vorjahresabsteiger Nordkorea den Turniersieg. Damit stieg der Balkanstaat erstmals in die Gruppe A der Division III auf. Die Bosnier konnten dabei auf die mit Abstand beste Defensive vertrauen und setzten sich gegen die fünf weiteren Teilnehmer, die allesamt aus Asien anreisten, durch. Die Philippinen sicherten sich als Aufsteiger bereits vorzeitig den Klassenerhalt, um den Singapur und der Iran am letzten Spieltag kämpften. Letztlich mussten die Iraner nach zweijähriger Zugehörigkeit zur Gruppe den Gang in die Division IV antreten.
| 23. Februar 2024 13:00 Uhr (Ortszeit) | Hongkong | 8:10 (3:1, 3:4, 2:5) Spielbericht | Nordkorea | Dvorana Mirza Delibašić, Sarajevo Zuschauer: 120 |

| 23. Februar 2024 16:30 Uhr | Philippinen | 6:3 (0:0, 2:2, 4:1) Spielbericht | Singapur | Dvorana Mirza Delibašić, Sarajevo Zuschauer: 50 |

| 23. Februar 2024 20:00 Uhr | Bosnien und Herzegowina | 3:0 (1:0, 2:0, 0:0) Spielbericht | Iran | Dvorana Mirza Delibašić, Sarajevo Zuschauer: 750 |

| 24. Februar 2024 13:00 Uhr | Nordkorea | 7:4 (2:2, 5:0, 0:2) Spielbericht | Singapur | Dvorana Mirza Delibašić, Sarajevo Zuschauer: 55 |

| 24. Februar 2024 16:30 Uhr | Iran | 2:14 (0:7, 1:2, 1:5) Spielbericht | Philippinen | Dvorana Mirza Delibašić, Sarajevo Zuschauer: 50 |

| 24. Februar 2024 20:00 Uhr | Bosnien und Herzegowina | 3:4 n. V. (1:2, 2:1, 0:0, 0:1) Spielbericht | Hongkong | Dvorana Mirza Delibašić, Sarajevo Zuschauer: 850 |

| 26. Februar 2024 13:00 Uhr | Nordkorea | 9:4 (3:1, 3:2, 3:1) Spielbericht | Iran | Dvorana Mirza Delibašić, Sarajevo Zuschauer: 50 |

| 26. Februar 2024 16:30 Uhr | Hongkong | 8:3 (1:2, 4:1, 3:0) Spielbericht | Singapur | Dvorana Mirza Delibašić, Sarajevo Zuschauer: 30 |

| 26. Februar 2024 20:00 Uhr | Bosnien und Herzegowina | 6:3 (2:0, 2:1, 2:2) Spielbericht | Philippinen | Dvorana Mirza Delibašić, Sarajevo Zuschauer: 300 |

| 27. Februar 2024 13:00 Uhr | Iran | 3:11 (2:4, 0:5, 1:2) Spielbericht | Hongkong | Dvorana Mirza Delibašić, Sarajevo Zuschauer: 40 |

| 27. Februar 2024 16:30 Uhr | Philippinen | 2:10 (1:2, 0:7, 1:1) Spielbericht | Nordkorea | Dvorana Mirza Delibašić, Sarajevo Zuschauer: 35 |

| 27. Februar 2024 20:00 Uhr | Singapur | 2:9 (1:4, 1:3, 0:2) Spielbericht | Bosnien und Herzegowina | Dvorana Mirza Delibašić, Sarajevo Zuschauer: 700 |

| 29. Februar 2024 13:00 Uhr | Singapur | 8:5 (2:0, 2:2, 4:3) Spielbericht | Iran | Dvorana Mirza Delibašić, Sarajevo Zuschauer: 50 |

| 29. Februar 2024 16:30 Uhr | Hongkong | 9:5 (3:1, 3:3, 3:1) Spielbericht | Philippinen | Dvorana Mirza Delibašić, Sarajevo Zuschauer: 50 |

| 29. Februar 2024 20:00 Uhr | Nordkorea | 2:4 (2:1, 0:2, 0:1) Spielbericht | Bosnien und Herzegowina | Dvorana Mirza Delibašić, Sarajevo Zuschauer: 1.700 |

| Pl. |                         | Sp | S | OTS | OTN | N | Tore  | Punkte |
| 1.  | Bosnien und Herzegowina | 5  | 4 | 0   | 1   | 0 | 25:11 | 13     |
| 2.  | Nordkorea               | 5  | 4 | 0   | 0   | 1 | 38:22 | 12     |
| 3.  | Hongkong                | 5  | 3 | 1   | 0   | 1 | 40:24 | 11     |
| 4.  | Philippinen             | 5  | 2 | 0   | 0   | 3 | 30:30 | 6      |
| 5.  | Singapur                | 5  | 1 | 0   | 0   | 4 | 20:35 | 3      |
| 6.  | Iran                    | 5  | 0 | 0   | 0   | 5 | 14:45 | 0      |

Abkürzungen: Pl. = Platz, Sp = Spiele, S = Siege, OTS = Siege nach Verlängerung (Overtime) oder Penaltyschießen, OTN = Niederlagen nach Verlängerung oder Penaltyschießen, N = Niederlagen

Erläuterungen: Aufsteiger in die Division IIIA, Absteiger in die Division IV

#### Division-IIIB-Siegermannschaft
| Division-IIIB-Aufsteiger Bosnien und Herzegowina | Karim Ahmetovski, Nermin Alić, Andreas Andrijašević, Tarik Ćatović, Dino Čordalija, Alen Filipović, Nikko Gaković, Tarik Krehić, Denny Miškić, Adnan Mlivić, Haris Mrkva, Eldar Mušović, Mirza Omer, Dino Pašović, Rijad Pleho, Belmin Sinanbegović, Adnan Smajlović, Emir Viđen, Vasilije Vučinić, Rijad Vulović Trainer: Ross MacLean |

### Auf- und Abstieg
| Absteiger in die Division IIIA:  | Türkei                  |
| Aufsteiger in die Division IIB:  | Thailand                |
| Absteiger in die Division IIIB:  | Mexiko                  |
| Aufsteiger in die Division IIIA: | Bosnien und Herzegowina |
| Absteiger in die Division IV:    | Iran                    |
| Aufsteiger in die Division IIIB: | Mongolei                |

## Division IV
Das zum dritten Mal durchgeführte Turnier der Division IV wurde vom 16. bis 19. April 2024 in der kuwaitischen Landeshauptstadt Kuwait City ausgetragen. Die Spiele fanden in der nationalen Eislaufhalle statt. Insgesamt besuchten 996 Zuschauer die sechs Turnierspiele, was einem Schnitt von 166 Besuchern pro Spiel entspricht.
Den Aufstieg unter den vier rein asiatischen Teilnehmern sicherte sich bereits schon am zweiten Spieltag die Mannschaft aus der Mongolei, die sich gegen die bis dato ebenfalls verlustpunktfreien Gastgeber aus Kuwait durchsetzten. In dem Spiel zwischen beiden Teams verteilten die Schiedsrichter insgesamt 356 Strafminuten. Die Mongolei kehrte damit nach zwölfjähriger Abstinenz in die Division III zurück.
| 16. April 2024 14:00 Uhr (Ortszeit) | Mongolei | 9:3 (2:0, 2:1, 5:2) Spielbericht | Indonesien | Nationale Eislaufhalle, Kuwait City Zuschauer: 50 |

| 16. April 2024 18:00 Uhr | Malaysia | 1:15 (1:6, 0:5, 0:4) Spielbericht | Kuwait | Nationale Eislaufhalle, Kuwait City Zuschauer: 250 |

| 18. April 2024 14:00 Uhr | Indonesien | 7:6 n. V. (2:3, 0:2, 4:1, 1:0) Spielbericht | Malaysia | Nationale Eislaufhalle, Kuwait City Zuschauer: 60 |

| 18. April 2024 18:00 Uhr | Mongolei | 5:2 (2:1, 1:0, 2:1) Spielbericht | Kuwait | Nationale Eislaufhalle, Kuwait City Zuschauer: 260 |

| 19. April 2024 14:00 Uhr | Malaysia | 2:14 (1:7, 0:2, 1:5) Spielbericht | Mongolei | Nationale Eislaufhalle, Kuwait City Zuschauer: 76 |

| 19. April 2024 18:00 Uhr | Kuwait | 8:7 (2:3, 3:1, 3:3) Spielbericht | Indonesien | Nationale Eislaufhalle, Kuwait City Zuschauer: 300 |

| Pl. |            | Sp | S | OTS | OTN | N | Tore  | Punkte |
| --- | ---------- | -- | - | --- | --- | - | ----- | ------ |
| 1.  | Mongolei   | 3  | 3 | 0   | 0   | 0 | 28:07 | 9      |
| 2.  | Kuwait     | 3  | 2 | 0   | 0   | 1 | 25:13 | 6      |
| 3.  | Indonesien | 3  | 0 | 1   | 0   | 2 | 17:23 | 2      |
| 4.  | Malaysia   | 3  | 0 | 0   | 1   | 2 | 09:36 | 1      |

Abkürzungen: Pl. = Platz, Sp = Spiele, S = Siege, OTS = Siege nach Verlängerung (Overtime) oder Penaltyschießen, OTN = Niederlagen nach Verlängerung oder Penaltyschießen, N = Niederlagen

Erläuterungen: Aufsteiger in die Division IIIB

### Division-IV-Siegermannschaft
| Division-IV-Aufsteiger Mongolei | Sodbilegiin Baatarchüü, Tserenbaldschir Baatarchüü, Baatarchüügiin Badsarwaanj, Batbajasgalan Bataar, Bilgüün Boldbaatar, Lchagwadordsch Dawaanjam, Batgerel Dsorigt, Mönchdsajaa Enchtör, Ariunbilegiin Erdenebat, Ench-Amgalan Erdenedschaw, Enchsüch Erdenetogtoch, Mönchtulga Ganbaatar, Batu Gjendunow, Gerelt Ider, Tschindsolboo Mischigsüren, Mischigsürengiin Namdschil, Mönchmend Pürewdordsch, Schinebajar Tsogtoo, Tsengel Undarmaa, Njamdawaa Urtnasan Trainer: Mergen Arslan |

### Auf- und Abstieg
| Absteiger in die Division IV:    | Iran     |
| Aufsteiger in die Division IIIB: | Mongolei |